# Église Saint-Pierre de Loupiac
Pour les articles homonymes, voir Église Saint-Pierre.
L'église Saint-Pierre est une église catholique située dans la commune de Loupiac, dans le département de la Gironde, en France.

## Localisation
L'église se trouve au sud-est du village et au nord de la route départementale D10E8 (route de Saint-Macaire), entre Cadillac et Sainte-Croix-du-Mont.

## Historique
L'édifice de style roman construit vers la fin du XIe ou le début du XIIe siècle, est, selon la tradition locale, bâti sur les ruines d'un temple païen (on trouve les vestiges d'une immense villa gallo-romane très proche). Elle était le siège d'un prieuré dépendant de l'abbaye Sainte-Croix de Bordeaux.
L'édifice, en plan de croix latine, dont l'axe inclinait vers le nord de 30° environ, se terminait par une abside polygonale (à cinq pans), flanquée de deux absidioles semi-circulaires voûtées en cul-de-four, qui s'ouvraient sur le transept. La nef était couverte de lambris. À l'origine, le clocher était un pignon ajouré, construit sur le doubleau occidental du chœur.
Au cours des siècles l'église a été remaniée à plusieurs reprises :
- Lors de guerres de religion, au XVIe siècle, une tour carré a été ajoutée comme fortification ;
- En 1652[3], lors des troubles de la Fronde, l'église est incendiée "par les gens de guerre du parti contraire a celuy du Roy"[4]
- En 1720, le mur sud est reconstruit ;
- Plus tard, on transforma le clocher-pignon en tour et on logea l'escalier contre la façade sud, qui affaiblissait la structure.
- Vers 1844, de sérieuses réparations s'imposaient.

Brutails décrit la suite : 
« L'architecte Henri Duphot reçut la mission de les préparer. Les travaux furent conduits avec une telle fantaisie par l'architecte Girard que le ministre prescrivit de les arrêter ; après quoi, il confia la direction à Paul Abadie. C'était le plus sûr moyen de transformer un malheur en un désastre irréparable. »
« Si l'on veut se rendre compte de la frénésie avec laquelle Abadie faisait du neuf sans nécessité, il faut comparer avec le projet Duphot l'état des travaux en 1851. Viollet-le-Duc avait vanté, dans un rapport, en 1844, la « beauté des matériaux » et « la parfaite conservation des sculptures ». Abadie trouva le moyen de refaire le portail et les archivoltes à sa façon, d'abattre le bas-côté, de reconstruire les absidioles, d'ajouter un transept, d'exhausser la nef, la voûter et d'édifier un nouveau clocher avec sa flèche Donnet. »
Une grande partie de la façade et le chevet ont été préservés et ils supportent la totalité du décor roman existant. Ce décor mis à part, le bâtiment est une église néo-gothique qui date de la deuxième moitié du XIXe siècle.

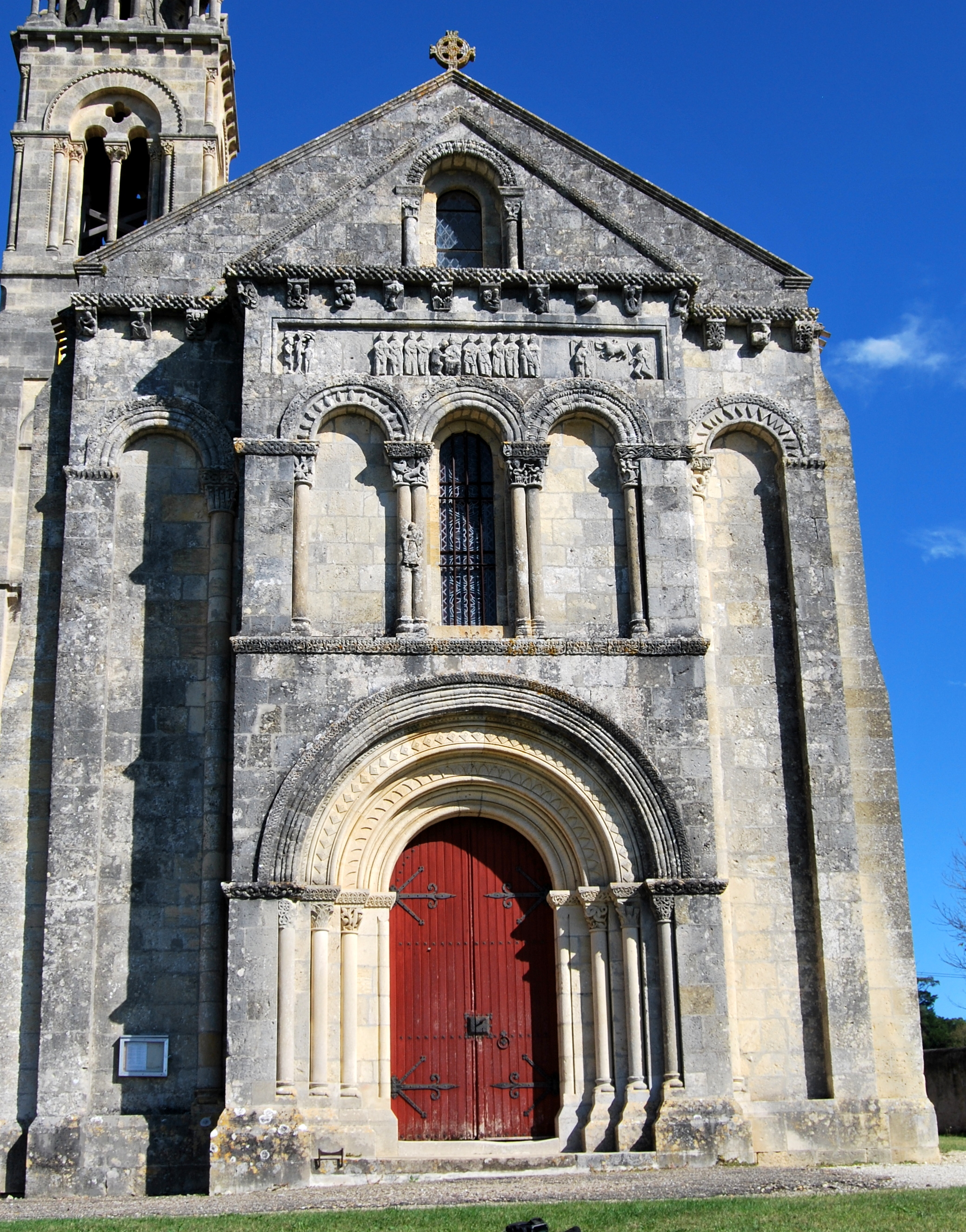
Façade occidentale
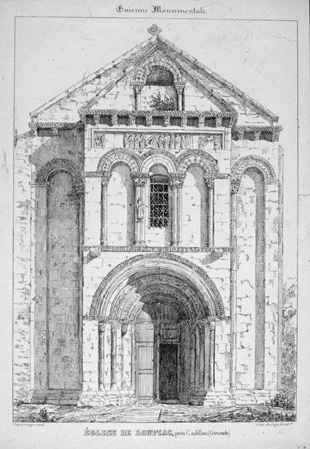
Gravure de Léo Drouyn (1842)
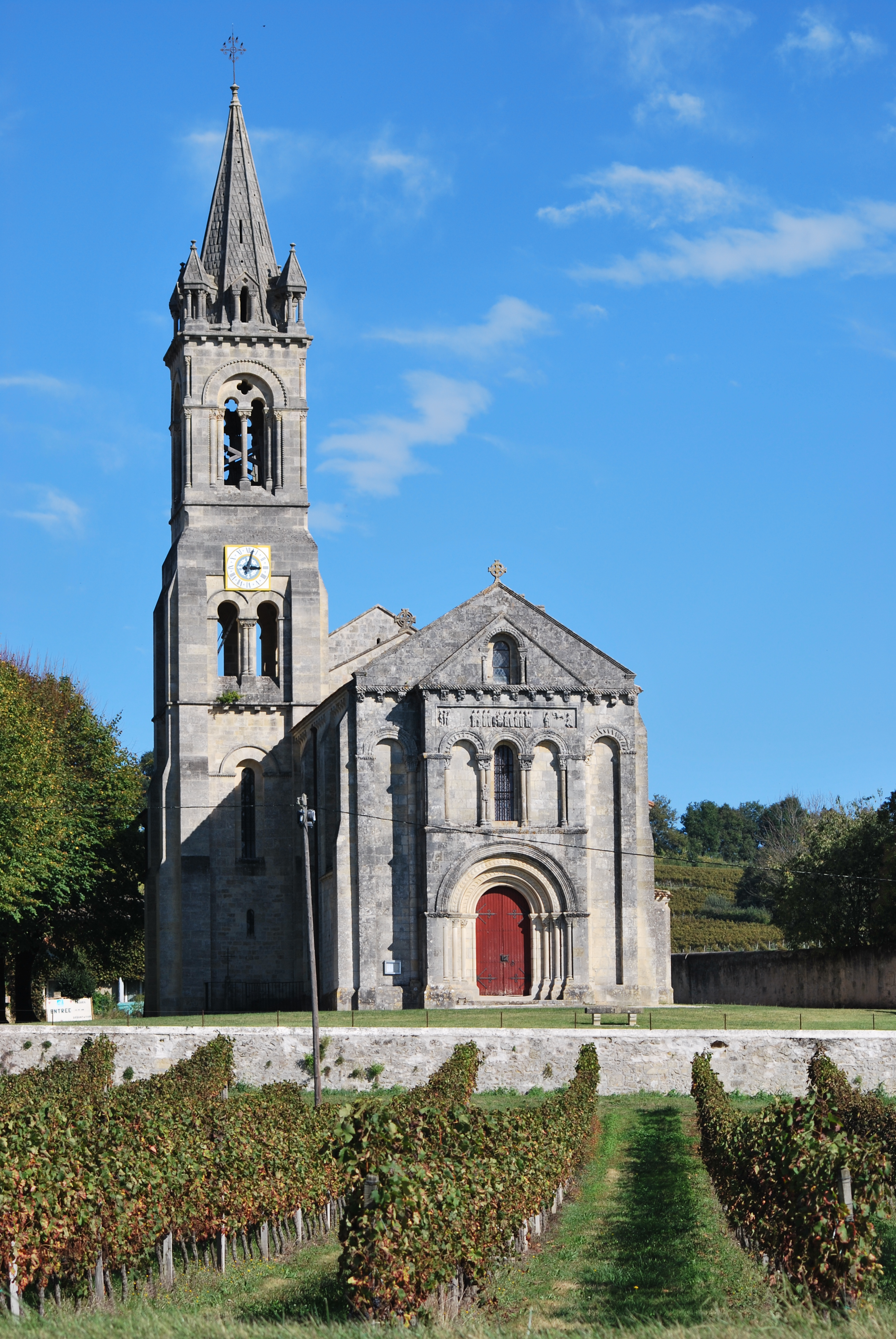
Façade occidentale
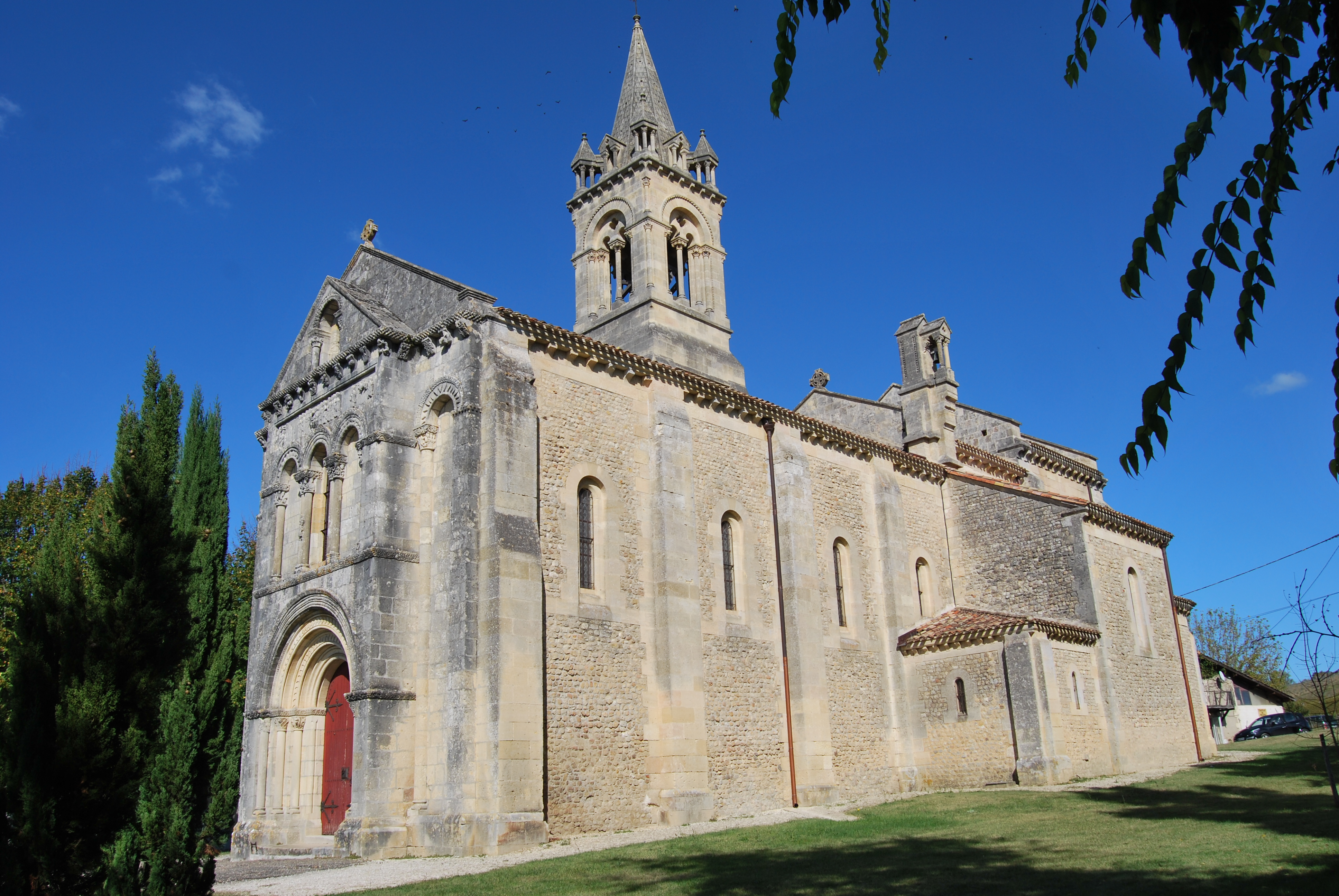
Vue sud-ouest
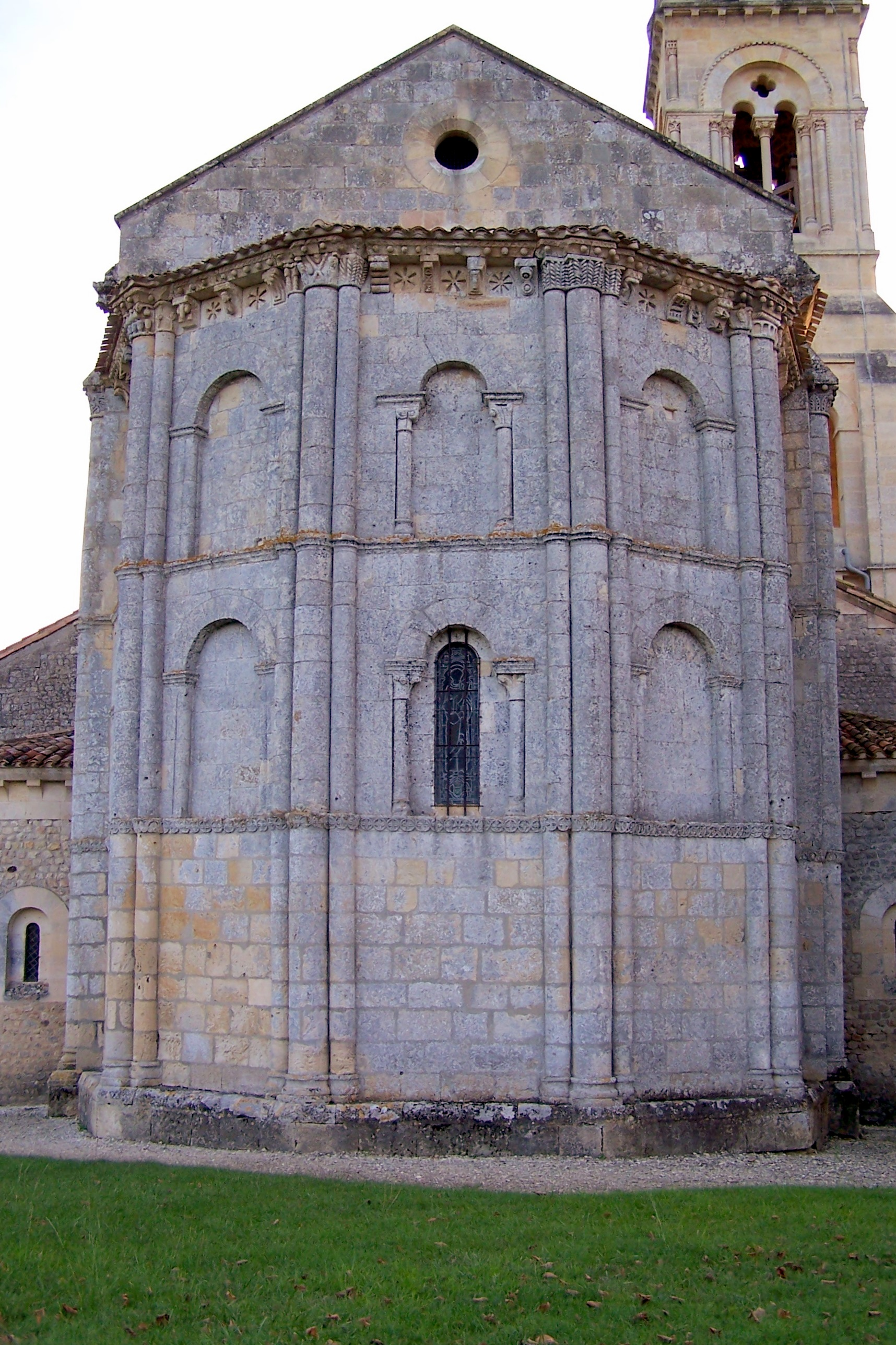
Le chevet
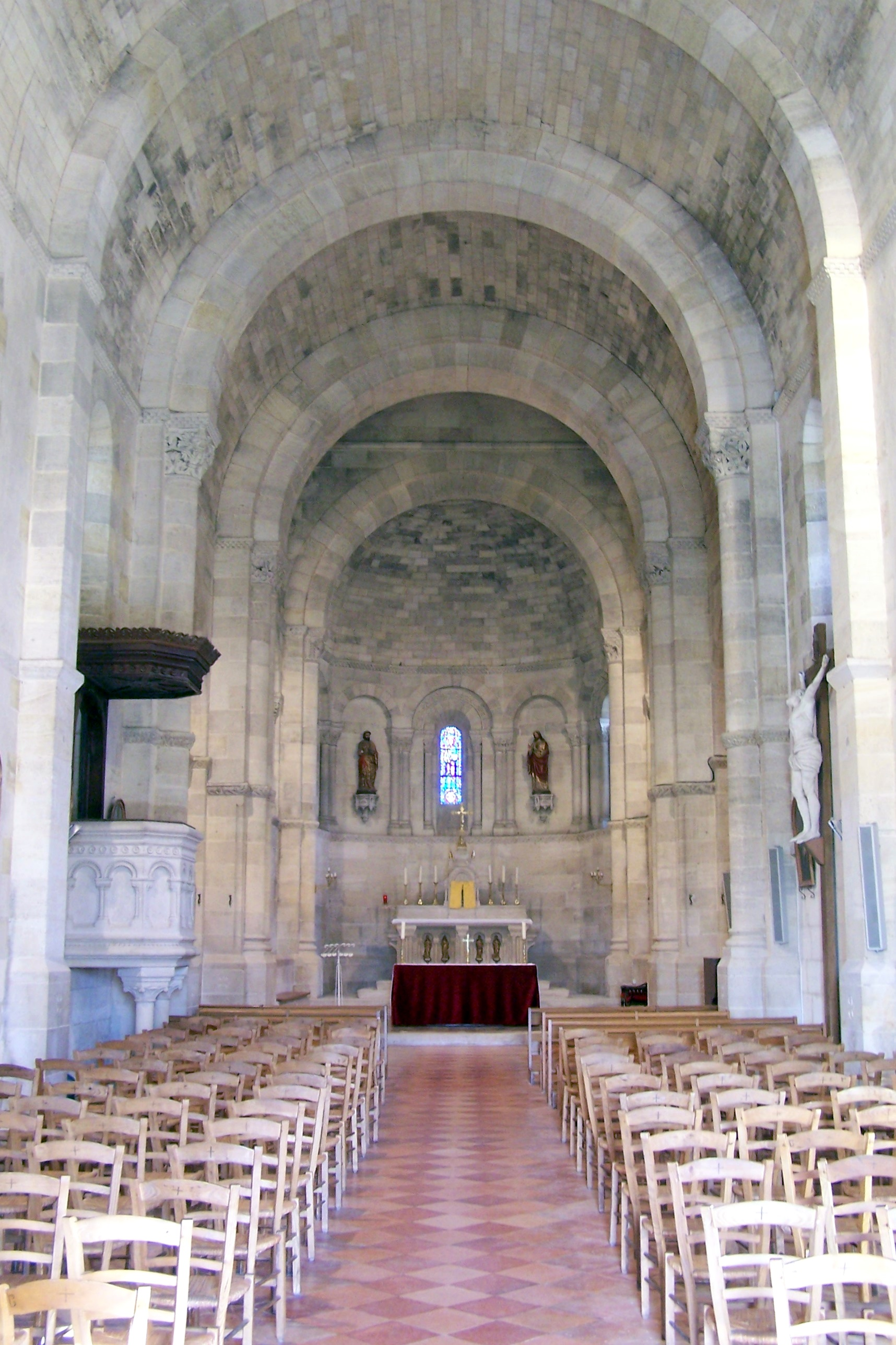
La nef

### Le portail
Le portail n'est pas authentique, il est le résultat de la restauration de l'architecte Paul Abadie, qui a remplacé les sculptures des chapiteaux et voussures existantes par du neuf. Un seul chapiteau (ébrasure nord) a été épargné à titre de témoin. Le dessin de Léo Drouyn, qui date de 1845, montre que les voussures étaient en bon état et les chapiteaux, érodés certes, mais pas totalement abimés.

Le portail de P. Abadie
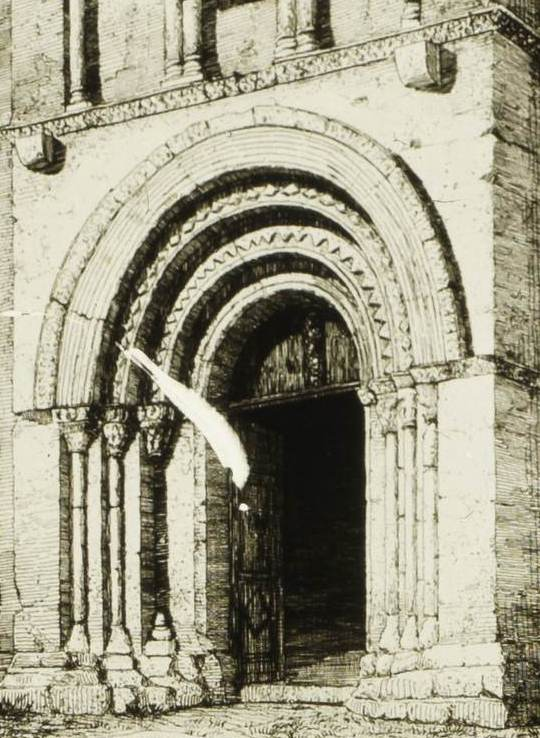
Dessin de Drouyn, 1845
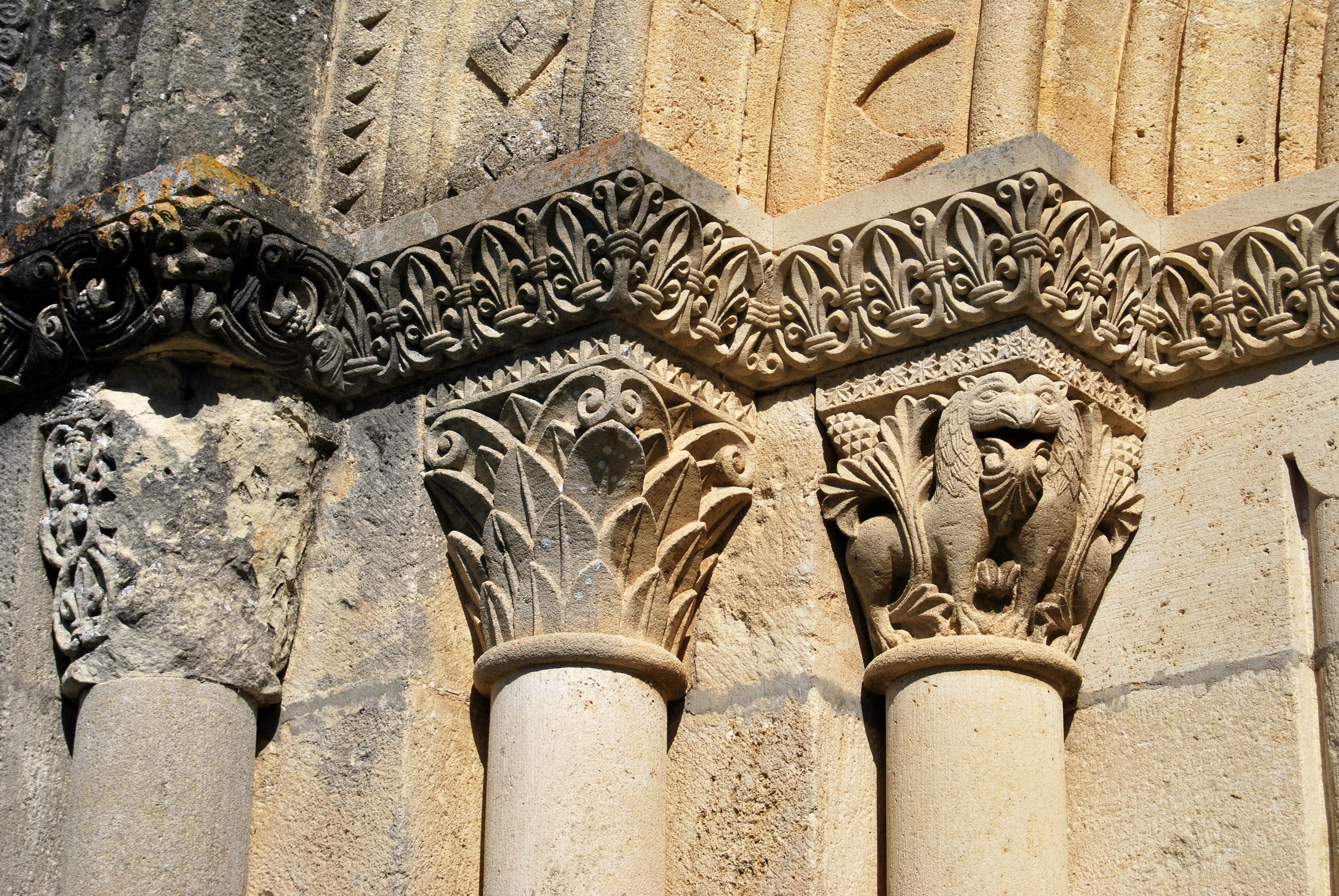
Ébrasure nord
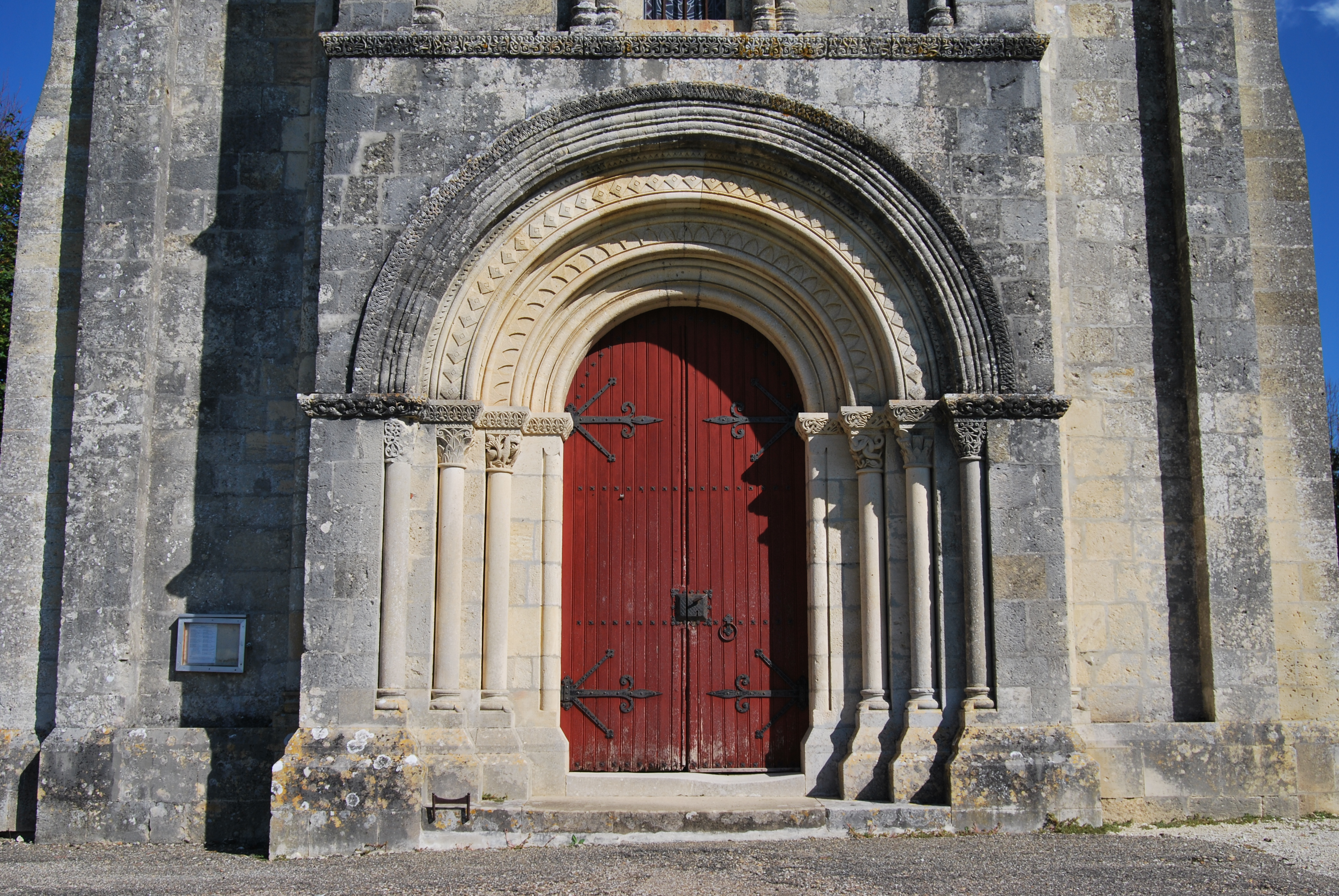
Le portail
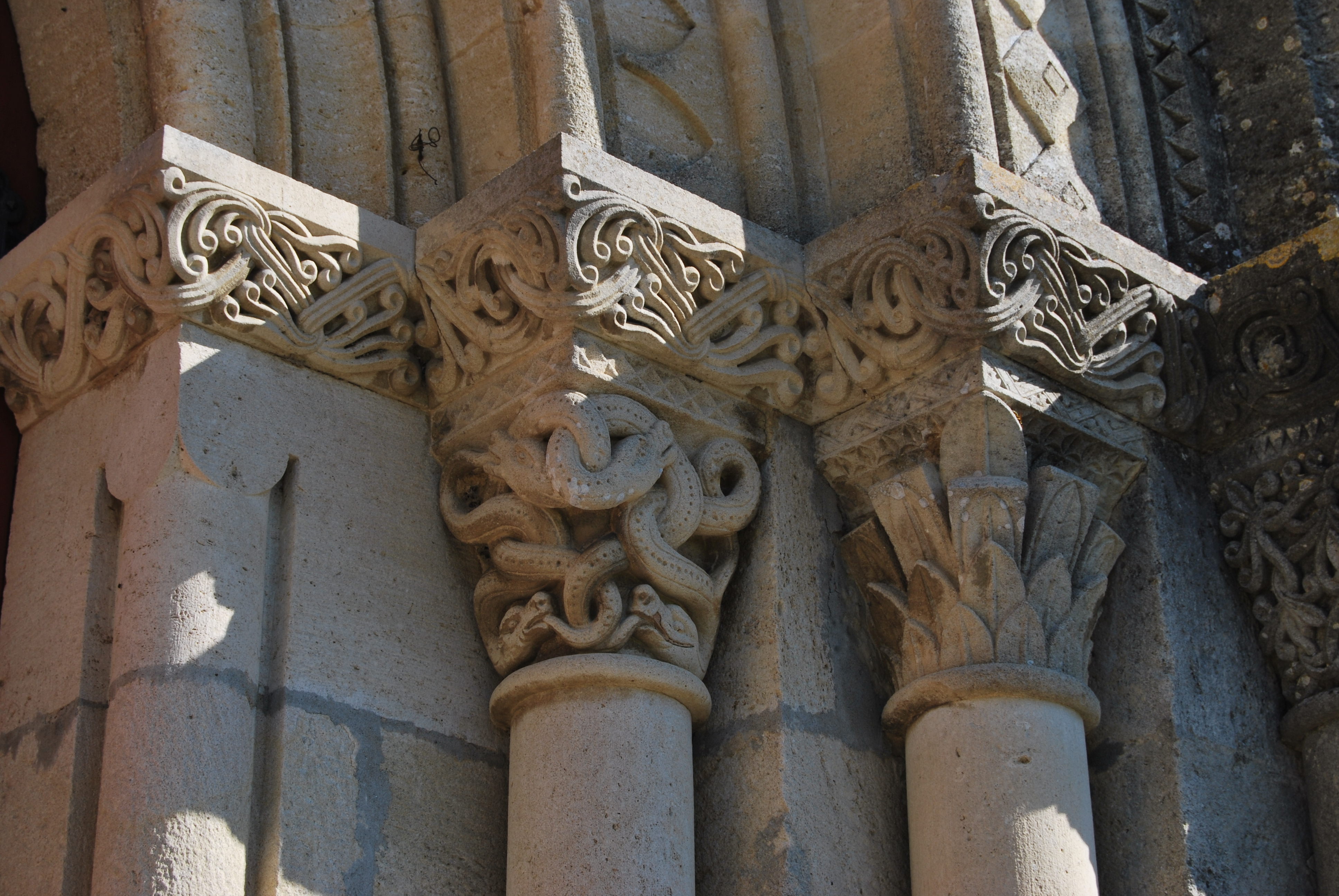
Ébrasure sud

L'église Saint-Pierre a été classée au titre des monuments historiques  par arrêté de 1840.

## Iconographie romane

### La façade occidentale

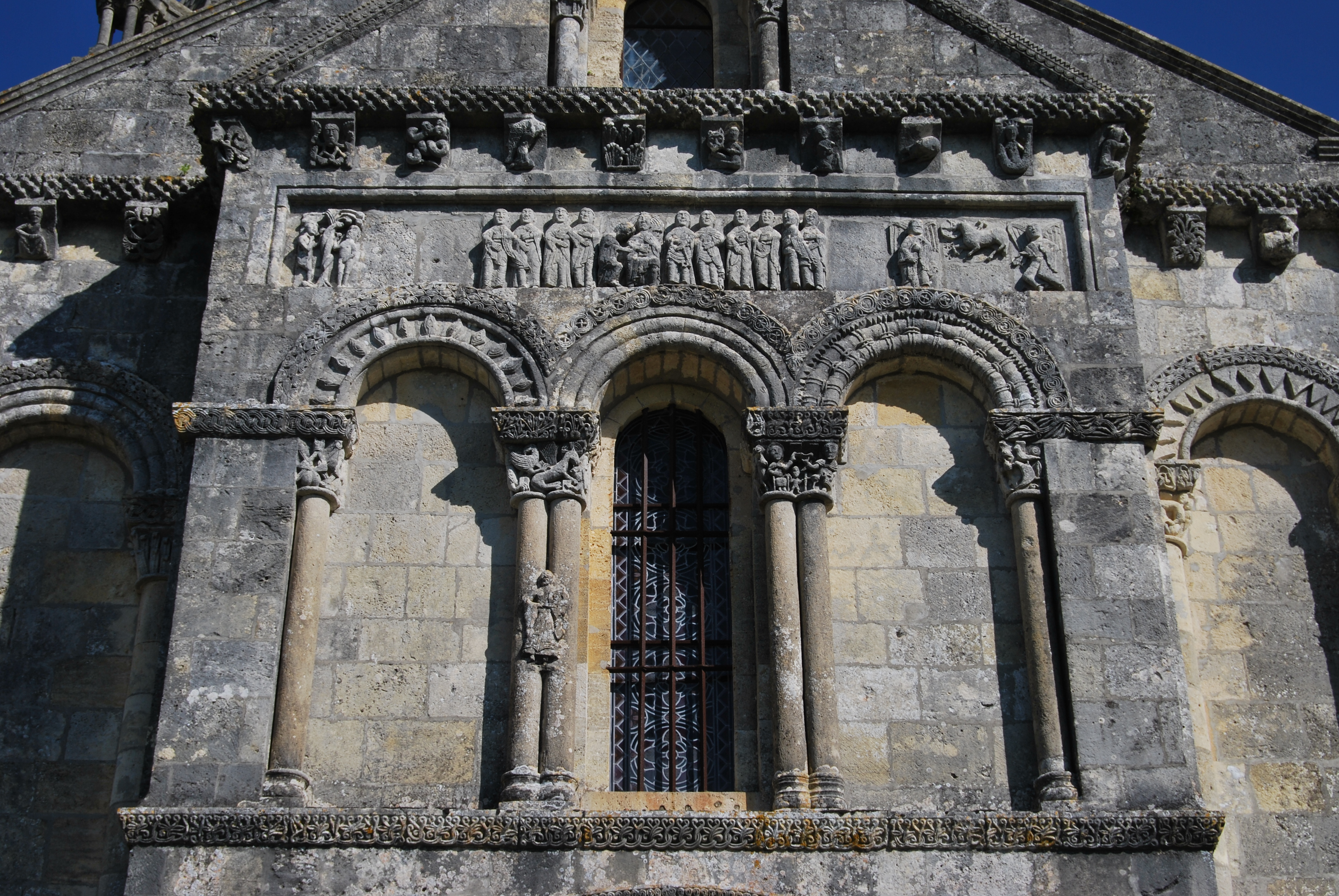
La façade romane

La façade possède un avant-corps au centre duquel s'ouvre une large porte plein cintre. Le portail roman a été remplacé au XIXe siècle.
Au-dessus de cette porte :
- un bandeau sert d'appui à trois arcades portées par des colonnes sculptées avec la sculpture en relief d'un musicien étrangement plaqué à mi-hauteur sur deux colonnes géminées.
- ces arcades sont surmontées d'un grand bas-relief disposé en frise et divisé en trois sujets : Adam et Ève au pied de l'arbre de la tentation, le Christ en majesté avec 11 disciples, l'Agneau mystique entre deux anges.
- une corniche à têtes de clous est soutenue par 18 modillons figurés.
- un fronton triangulaire percé d'une ouverture plein cintre couronne cette façade.

Le décor est un véritable ostensoir pédagogique et semblable à la façade de l’Église Saint-Jean-d'Étampes de La Brède.

#### Le relief et les chapiteaux de la triple arcade
Le joueur de vièle

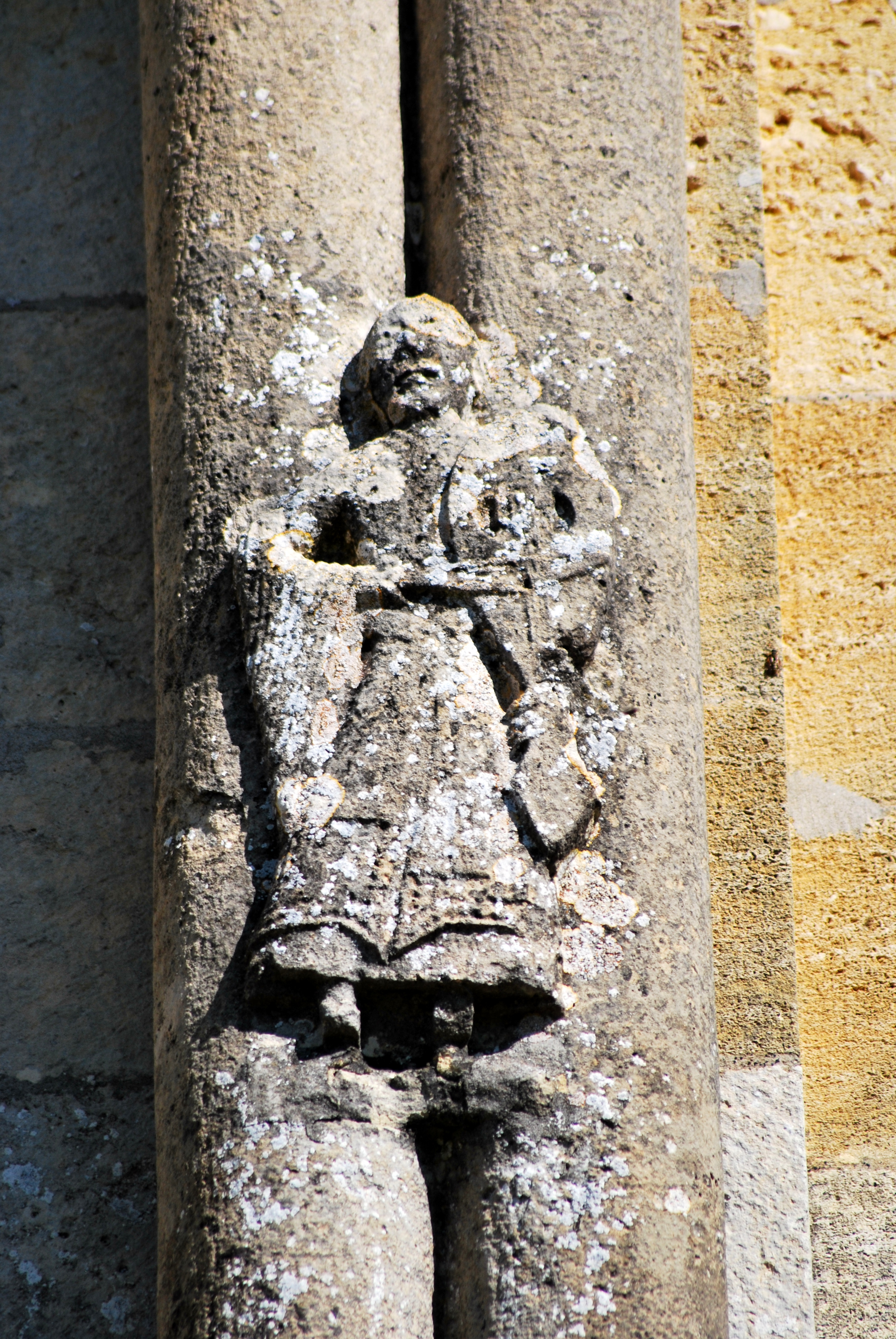

La sculpture a été greffée à mi-hauteur de la double colonne nord de la fenêtre axiale. (À l'origine, la fenêtre était aveugle mais l'architecte Girard, le premier « restaurateur », l'ouvrit vers 1843.) Elle a gardé son socle d'origine et a été implantée dans l’interstice des deux colonnes. L'emplacement actuel est tellement incongrue qu'on peut soupçonner une récupération qu'il faut situer avant le XIXe siècle. Il existe d'autres exemples de musiciens greffés en situation surprenante, par exemple le portail de l'église Saint-André de Bourg-Argental (Loire) au-dessus des médaillons d'un zodiaque.
Le musicien est de face et tient le manche de la vièle tourné vers le bas. L'homme est imberbe et porte des cheveux courts. Il est vêtu d'une longue tunique galonnée, nouée à la taille par une ceinture et pourvue de manches amples, très évasées. Il a l'allure d'un ecclésiastique du premier quart du XIIe siècle.
La vièle était considérée par l’Église comme un instrument du diable menant à des activités comme la danse et la luxure. Les musiciens caricaturés comme hirsutes, débraillés et souvent ithyphalliques. Ici, l'homme, bien habillé, arbore une grimace prononcée qui enlaidit son visage et signe une éventuelle culpabilité. L'habit ne fait pas le moine et ce musicien, qui présente bien, était donc, comme tous les joueurs de vièle, moralement condamnable.
Chapiteau de la colonne nord de l'arcade occidentale
Deux protomés de loup crachant des galons perlés
La corbeille à deux faces est sous une imposte à rubans entrelacés. Au centre de chaque face, se trouve le protomé d'un loup dentu, la gueule grande ouverte dont s'écoulent deux rubans perlés divergents. Une fois retombés sur l'astragale, les galons sont ligaturés deux à deux.
Au sol (c'est-à-dire sur l'astragale), se trouvent de gros bulbes en forme de cœur renversé, comme des fenouils, dont poussent des lianes qui vont enrubanner les galons recrachés.
Ce type de décor, un masque animal régurgitant des liens, est trop répandu dans l'art médiéval pour le penser dépourvu de signification. Il est toujours délicat de trancher entre le décor et le signifiant, mais ici, l'articulation contextuelle avec les thèmes des autres chapiteaux, qui ne sont pas décoratifs, donne à croire que l'image négative est à retenir.
Double chapiteau nord de la baie centrale
L'Agneau et le Tétramorphe évangélique
Le thème représenté est tiré de l'Apocalypse de Jean, chapitre V, versets 6-8 : « J'aperçus l'Agneau debout... et les quatre Vivants se prosternèrent devant lui. »
Les trois animaux du Tétramorphe se présentent de profil, serrant un Évangile entre leurs pattes ; seul l'homme, saint Matthieu, est montré en majesté. À partir de la face nord, se succèdent : le Lion de saint Marc couché au sol, l'Aigle de saint Jean perché sur le dos de l'Agneau qui, la tête entourée du nimbe christique, pose ses pattes sur les épaules du Taureau de saint Luc allongé devant l'évangéliste saint Matthieu.
Double chapiteau sud de la baie centrale
Le Saint et l'« eschacier » (uni-jambiste)
Par une logique étonnante et propre à l'époque, ce chapiteau, face à l'Agneau de l'Apocalypse, conjugue une scène narrative et une leçon de morale.
La narration commence sur la face latérale avec l'arrivée d'un chevalier en tenue de combat. Sa tête est protégée par un heaume cylindrique et un mentonnière saillante. Il brandit une tige torse.
Sur la face principale, deux hommes sont installés dans deux fauteuils. À gauche, un saint personnage est identifié par un nimbe circulaire. Il offre une patène (plateau sur lequel est posé les hosties lors de l'Eucharistie) ou peut-être l'hostie elle-même, à son voisin, qui repousse l'offre de la main.
Son voisin est un unijambiste portant un pilon, qui se cramponne à son tonnelet de vin qu'il préfère au pain bénit. L'alcoolisme n'est pas son seul vice, car, dans son dos, se trouve un jeune homme qui cherche à l'entraîner à l'aide des plis de son manteau.
Entre les deux hommes, un petit personnage se trouve dans l'axe médian des deux colonnes. Sa main droite s'est posée avec confiance sur l'accoudoir du saint ministre et sa main gauche cherche à repousser la chaise de l'unijambiste.
L'homme au pilon est un archétype très documenté durant la période romane. Souvent les unijambistes étaient d'anciens soldats : il y a donc un probable lien avec le chevalier de la face nord. Selon le genre littéraire, l'eschacier se fait ivrogne, vantard, paillard, grivois, de toute façon un personnage peu recommandable avec un pied déjà en Enfer. La leçon de moralité pour le personnage au centre est la question du choix de la voie à prendre.
Chapiteau de la colonne sud de l'arcade orientale
Les oiseaux et la pigne de pin
Deux couples d'oiseaux sont superposés. Ils s'affairent autour d'une unique pigne de pin, appendue à une double volute d'angle. Les plus gros oiseaux se sont posés au sol pour béqueter la pomme de pin. Sur leurs dos, sont perchés les petits en attitude d'attente.
Ce thème était très fréquent dans l'art roman. Rien que pour cette église, il est répété à trois endroits différents.

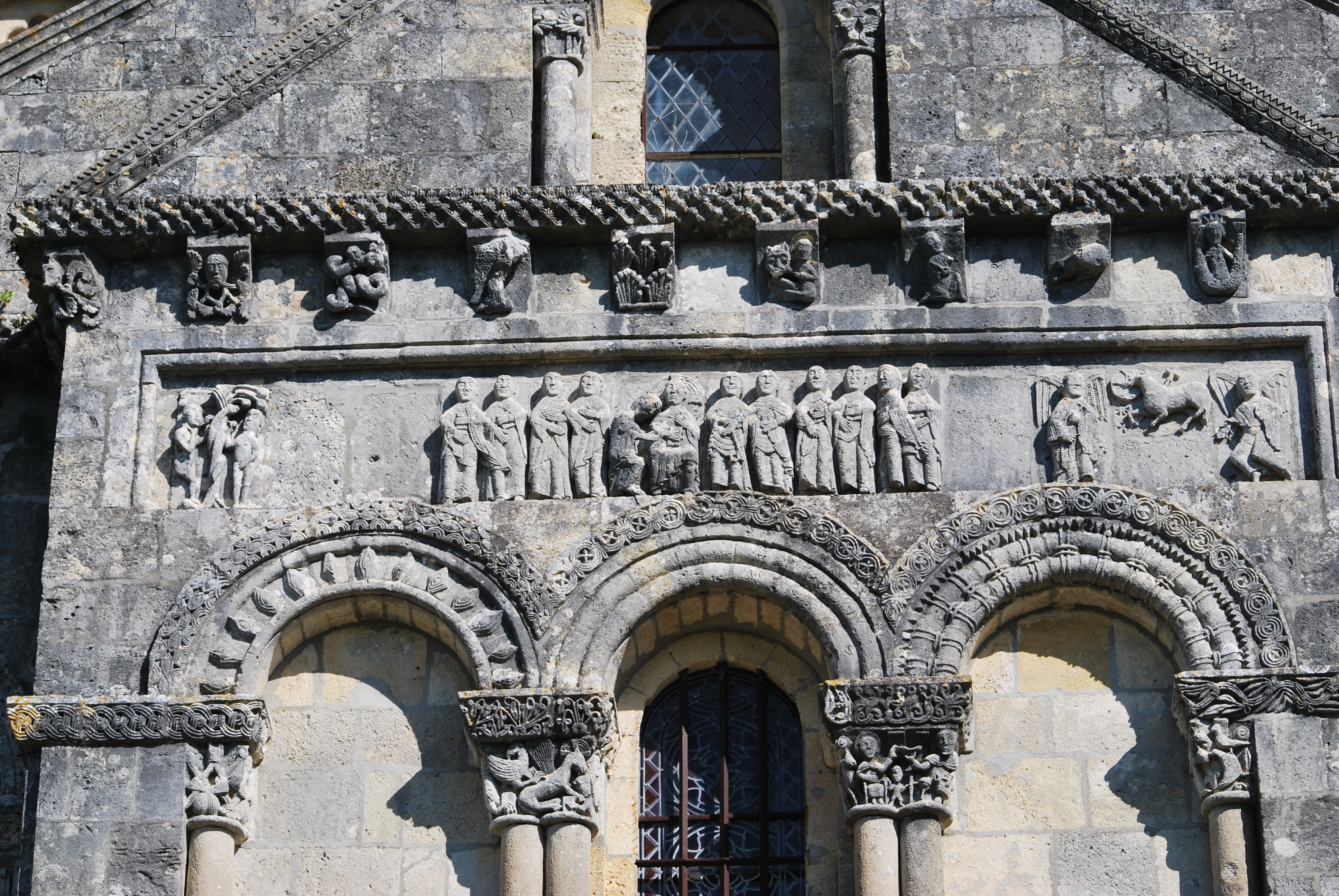
Le triptyque

#### Les panneaux en bas-relief du triptyque supérieur
Les reliefs sont inscrits dans l'inventaire général du patrimoine culturel.
L'iconographie de ce triptyque résume l'histoire du Salut : il débute au nord par cette Faute qui valut à l'homme le péché et la Mort ; au centre, la possibilité de rédemption pour les hommes qui suivent Jésus et au sud, grâce au Christ le rachat de l'immortalité.
Tableau nord : Adam et Ève

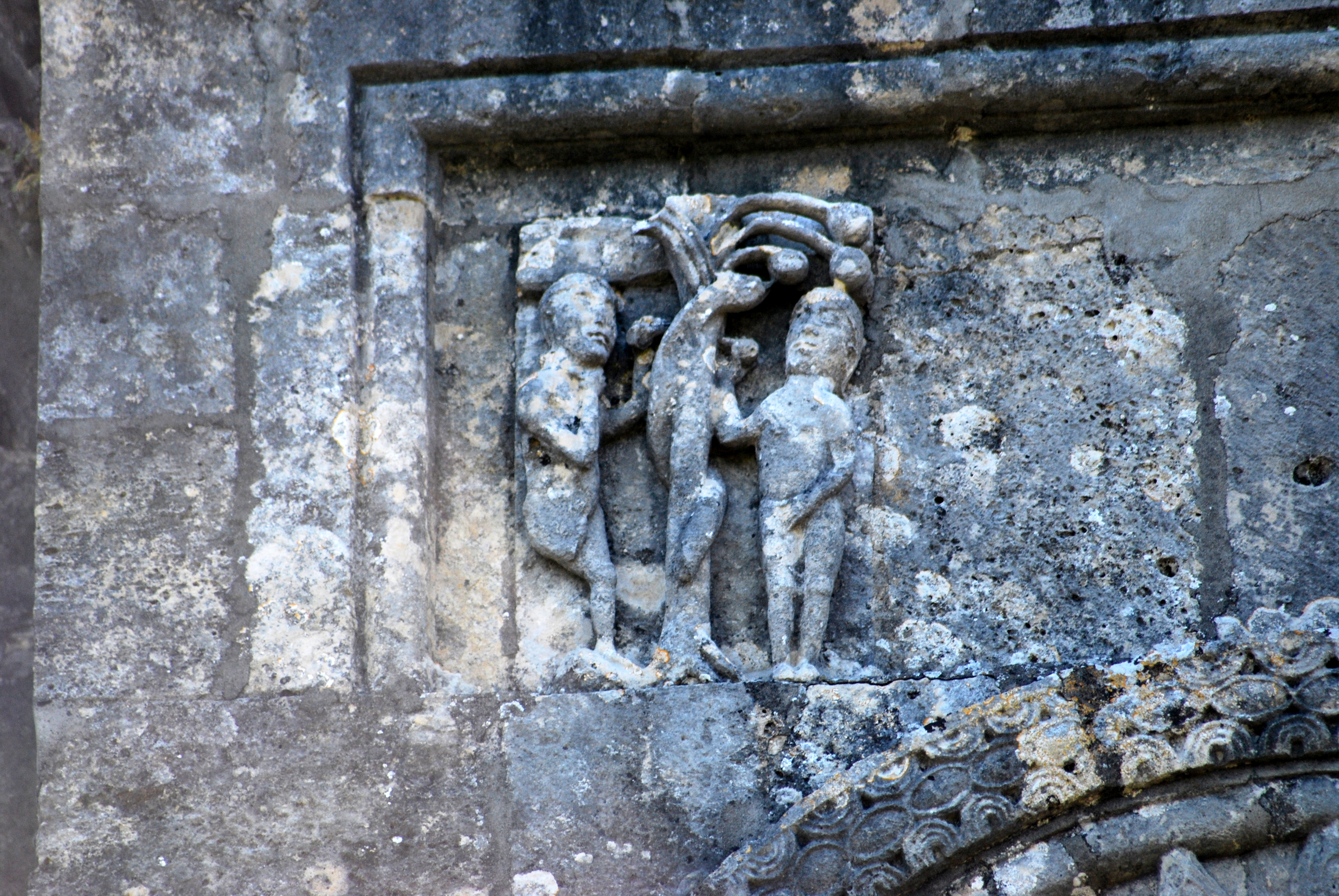
Adam et Ève

Le scénario est bien rodé dans la sculpture romane : Adam et Ève juste après la « Faute », alors qu'ils ont mangé le fruit défendu de l'arbre de la connaissance du bien et du mal. Ils se sont rendu compte qu'ils étaient nus et ils ont eu « le premier mouvement de honte », Adam vers sa gorge, comme s'il regrettait ce qu'il a mangé, et Ève vers son sexe. Chacun tient en main un fruit défendu. Le corps de l'homme est vu de profil et celui d'Ève de face. Le tronc de l'arbre est lisse avec un enracinement triangulaire et un bouquet de tiges. Les fruits sphériques le couronnent.
Le serpent est enroulé autour le tronc de l'arbre, la tête et la queue pointées vers Ève.
Tableau au centre : le Christ assis en majesté entre les onze disciples
Certains guides touristiques affirment que cette sculpture est une représentation de l'épisode biblique de la Cène (nom donné au dernier repas que Jésus-Christ prit avec les douze disciples le soir du Jeudi saint, la veille de sa crucifixion). Cette affirmation est erronée.

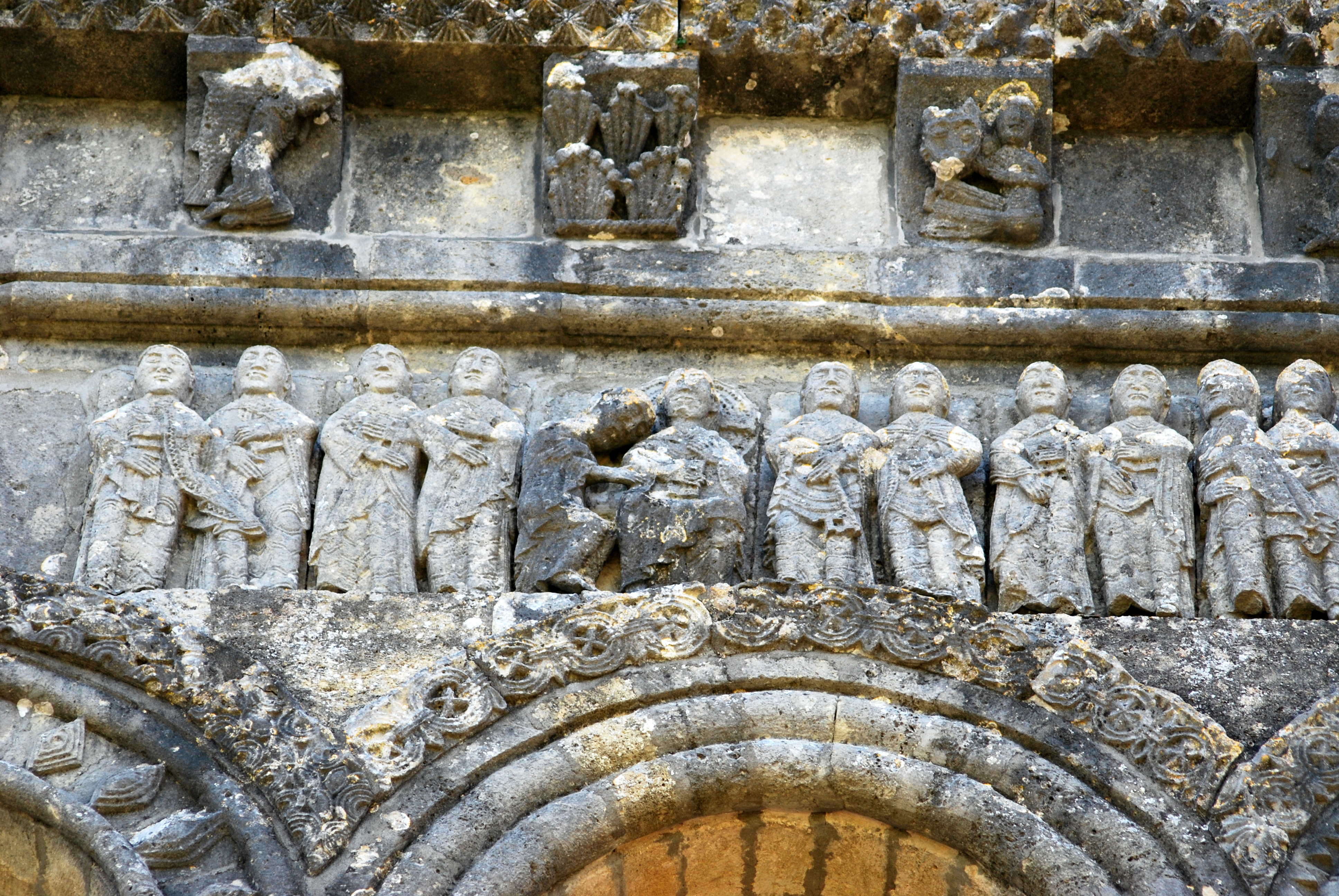
Le Christ assis en majesté entre les onze disciples

D'une part, on compte ONZE disciples et non pas douze ; d'autre part, les onze disciples sont tous debout, portant une tenue d'extérieur et des chaussures à bouts pointus. Ce détail confirme que les personnages ne se trouvent pas à l'intérieur d'une habitation et encore moins dans le Cénacle, où ils auraient dû laisser au vestiaire chapes et chaussures. Les personnages ne sont pas réunis au cours d'un repas, car dix des disciples tiennent, de la main gauche, un livre ouvert sur la poitrine (sauf pour Pierre, qui tient des clefs, et le Christ tient le vivre de sa main droite.
Parce que le thème ne concerne que les onze disciples, il doit, chronologiquement être situé dans les quarante jours entre la défection de Judas Iscariote et l'élection par tirage au sort de son remplaçant, Mathias (Actes des Apôtres, chapitre 1, verset 26). L'ordonnance de la sculpture correspond à la scène que décrit saint Matthieu (Évangile selon Matthieu, chapitre 28, versets 16-20) : onze disciples se rendirent en Galilée, sur le mont que Jésus leur avait désigné ; là-haut leur apparut Jésus le Ressuscité, qui s'annonce comme le pantocrator. C'est alors qu'il les envoya en mission dans toutes les nations, faire des disciples en les baptisant et en proclamant ses commandements, d'où les évangiles ouverts que chacun affiche sur sa poitrine.

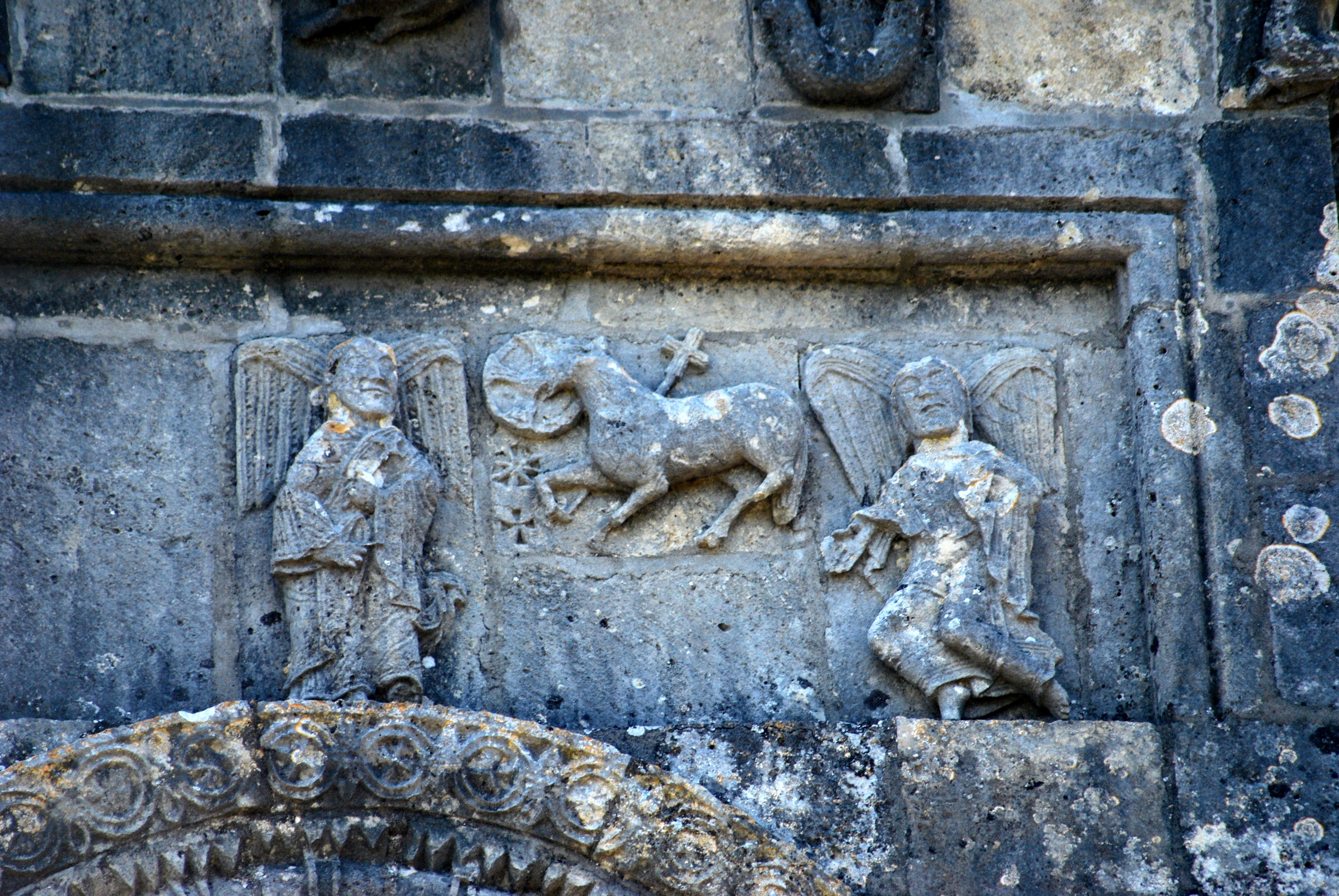
Agnus Dei entre deux anges

Tableau au sud : Agnus Dei entre deux anges
Au centre de la sculpture l'agneau, sans la mandorle traditionnelle, flotte dans l'espace. L'agneau a un nimbe crucifère et sa patte repliée est également crucifère. Il représente l'Agneau de l'Apocalypse de Jean.
Deux rouelles stellaires gravées, au-dessous de son nimbe crucifère, symbolisent la voûte éthérée.
Les deux anges ne volent pas, contrairement à la représentation habituelle. L'ange de droite a fléchi les jambes en signe de prosternation, tandis que ses deux mains sont en adoration de l'Agneau. L'ange de gauche se tient debout et de face, l'index droit pointé en direction de l'Agneau et l'avant-bras gauche tenant une croix processionnelle.

#### Les modillons de la façade
La corniche est supportée par 18 modillons, dont 13 figurés. Tous, sauf un, sont très lisibles.Depuis le sud de la façade vers le nord, on trouve l'évocation des péchés habituels et des bons exemples à suivre : un tonnelet de vin pour l'Ivresse, deux hommes qui bagarre pour la Colère, la Tentation charnelle avec une sirène bicaudale, un homme qui prie, un exemple à suivre, un homme qui s'est associé avec un démon, un porteur de poisson (de lourds péchés à porter), un serpent avalant un crapaud, trois êtres (homme, loup et démon) qui crachent des rinceaux, un homme paisible, assis, un homme qui écoute le serpent, l'être maléfique premier.

Modillons de la façade occidentale
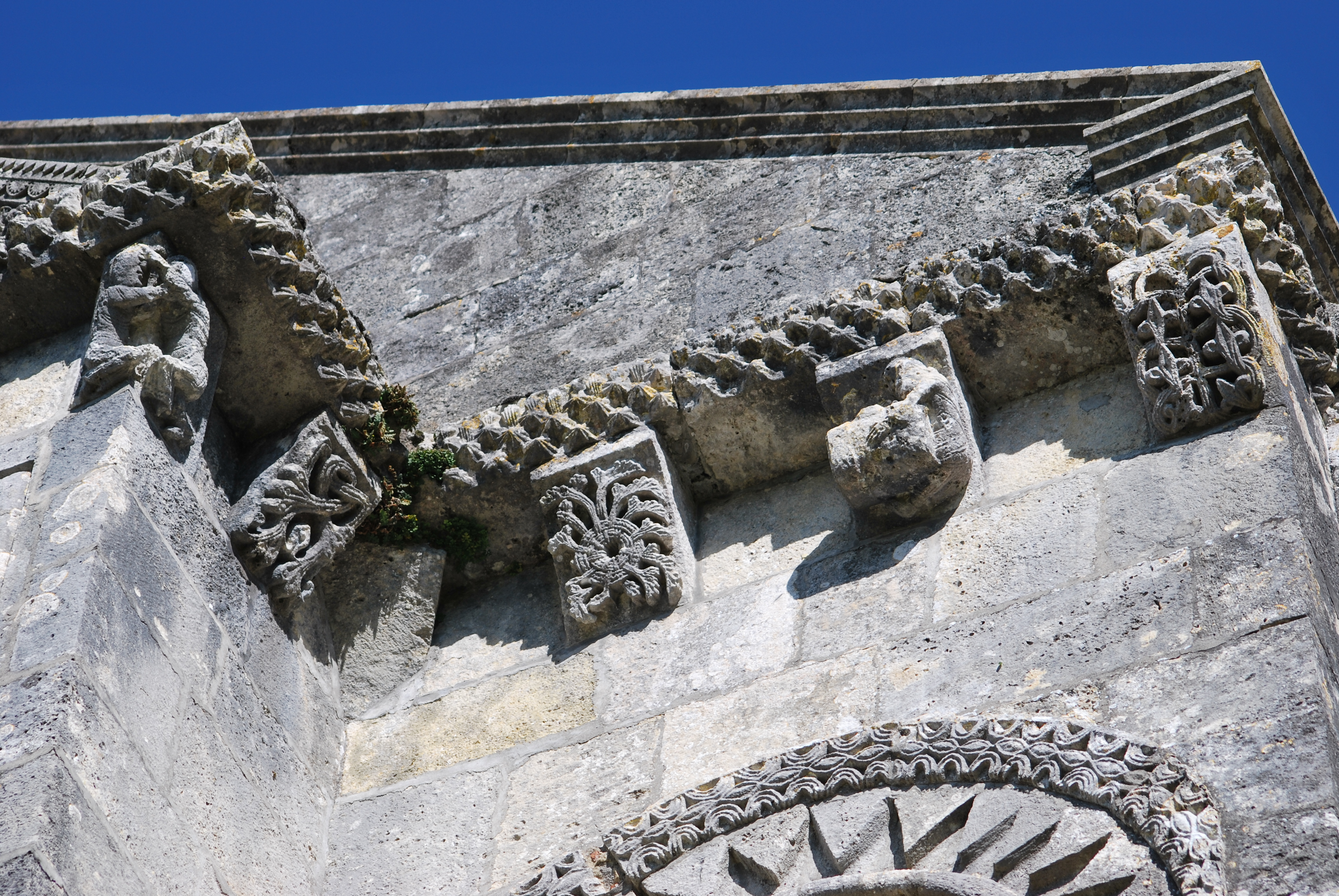
Angle sud
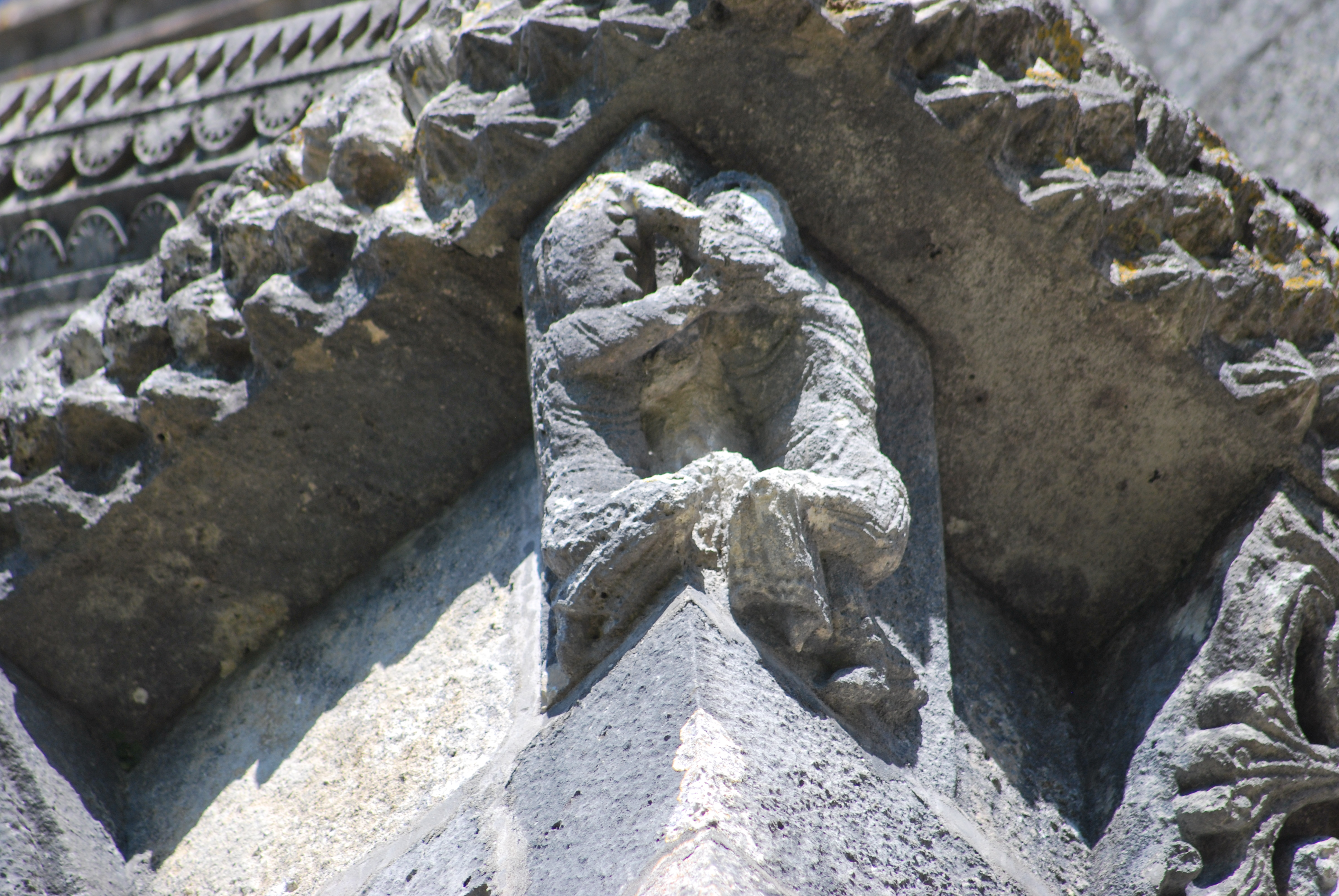
Bagarre
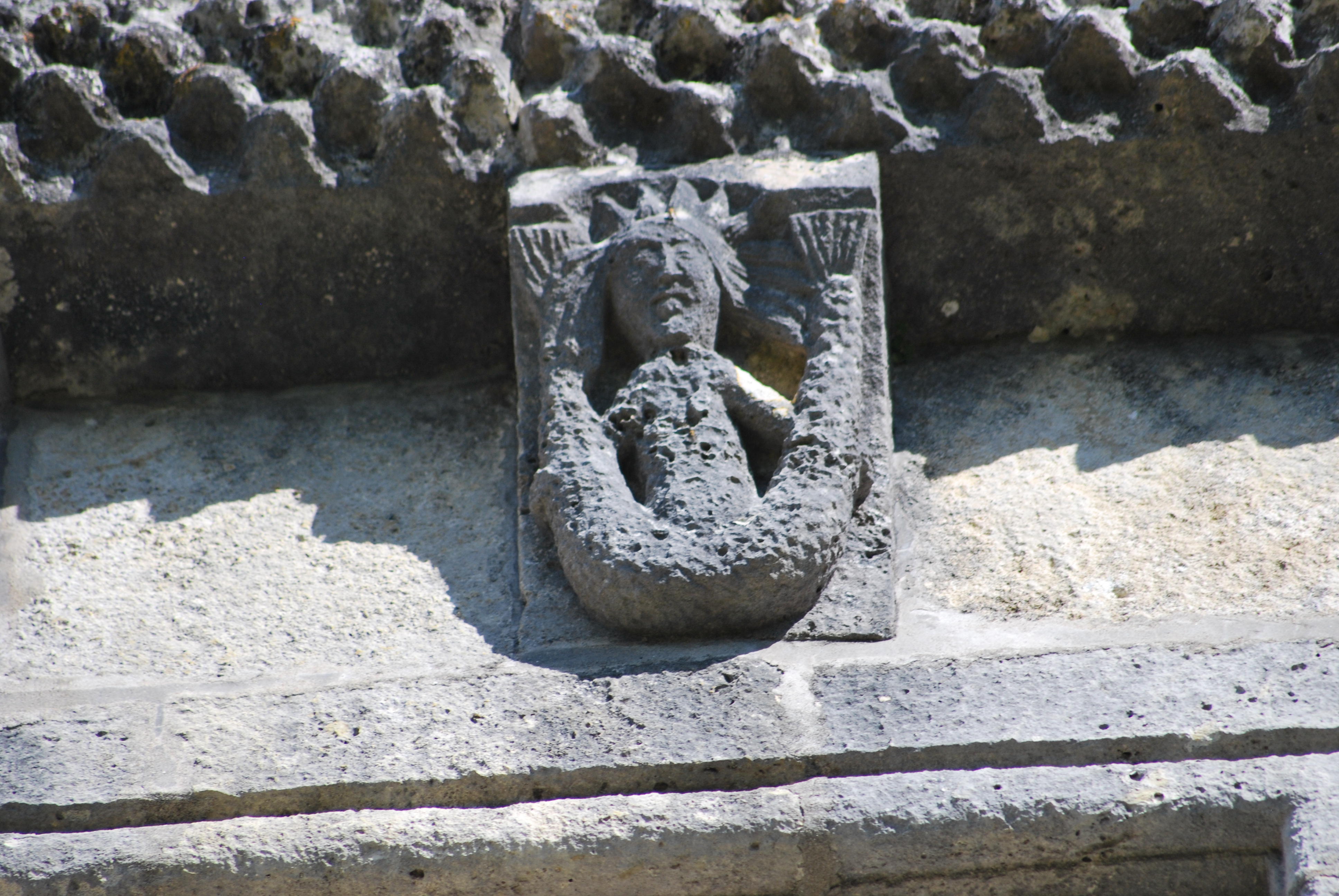
Sirène
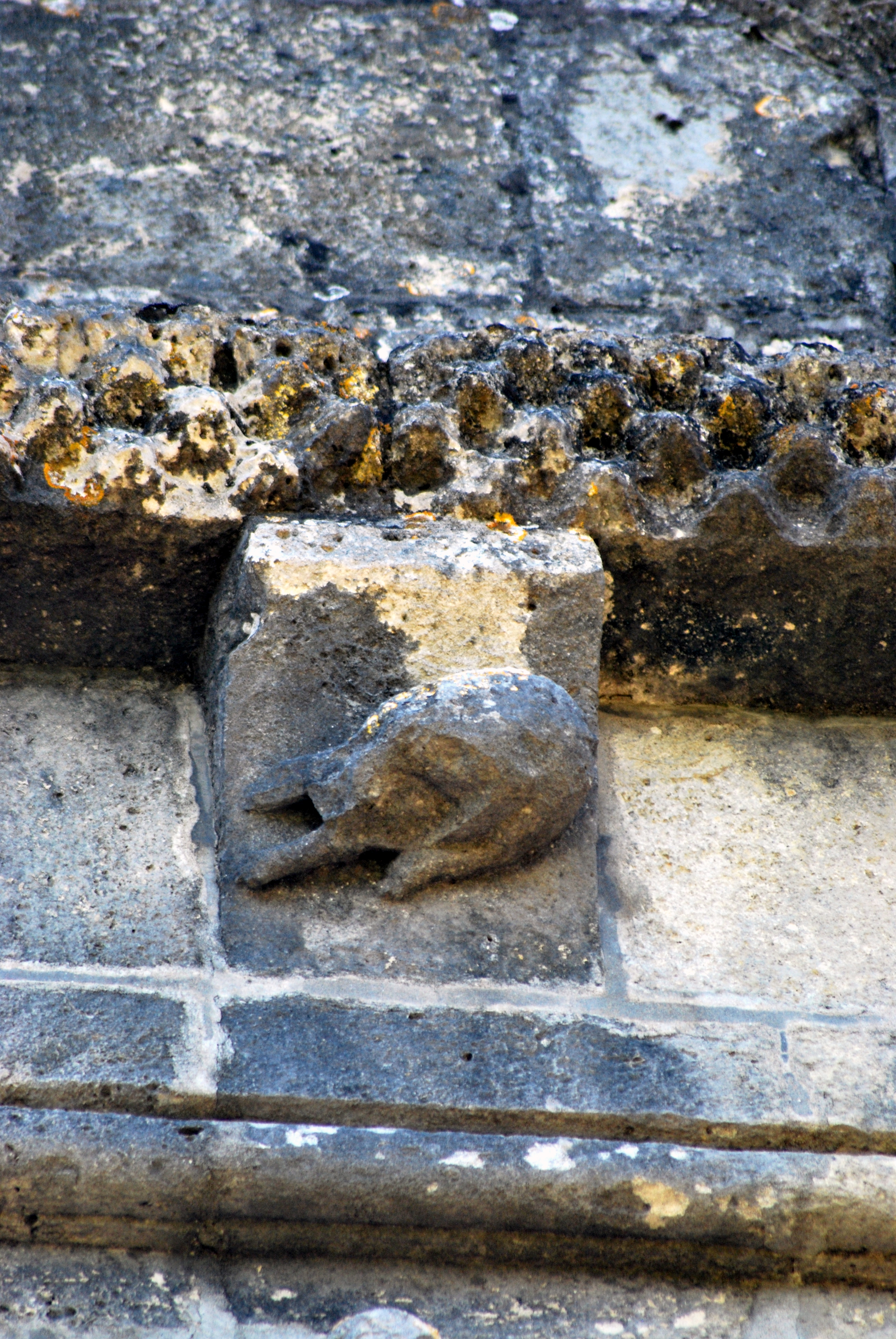
??
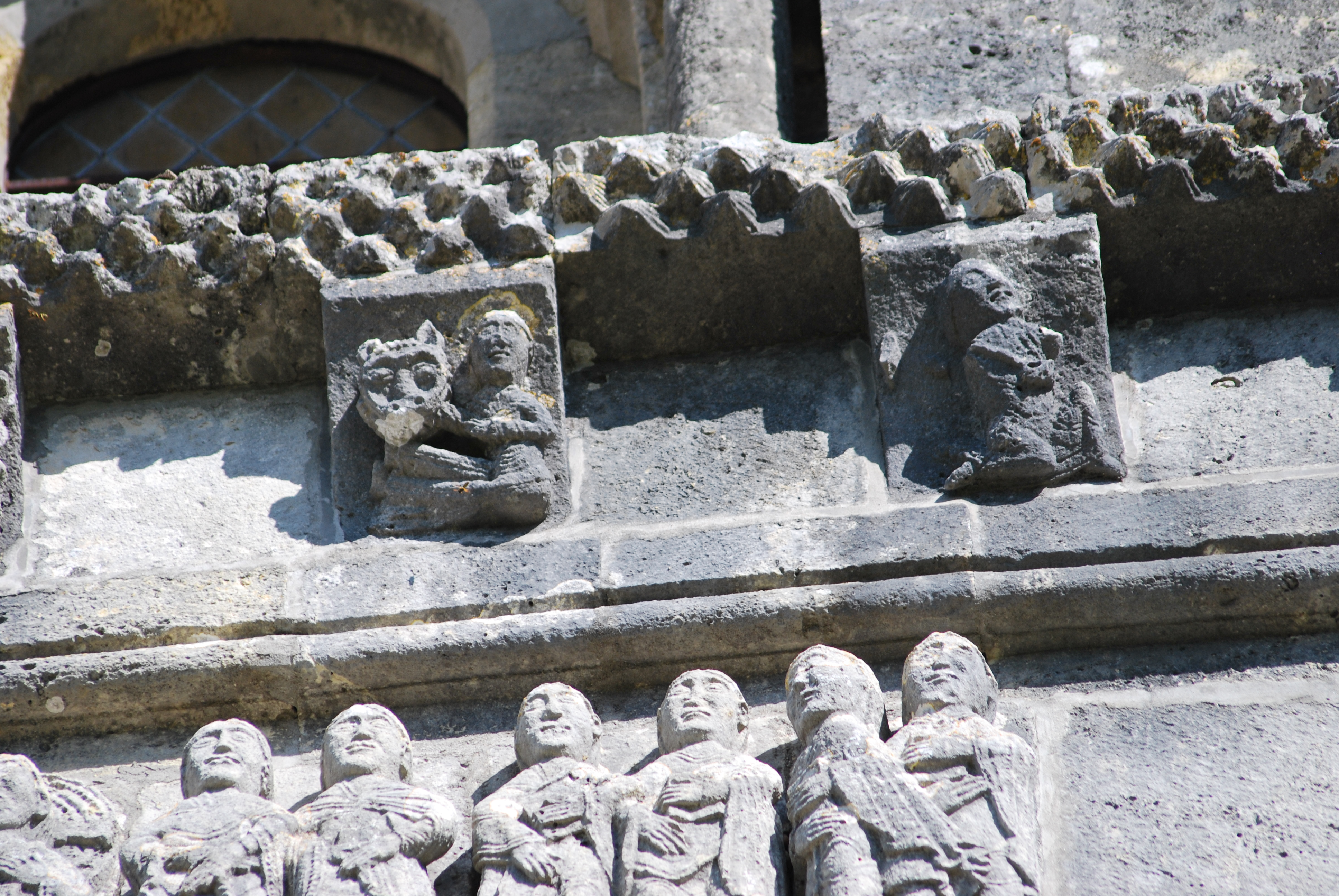
Homme et démon Homme qui prie à genou
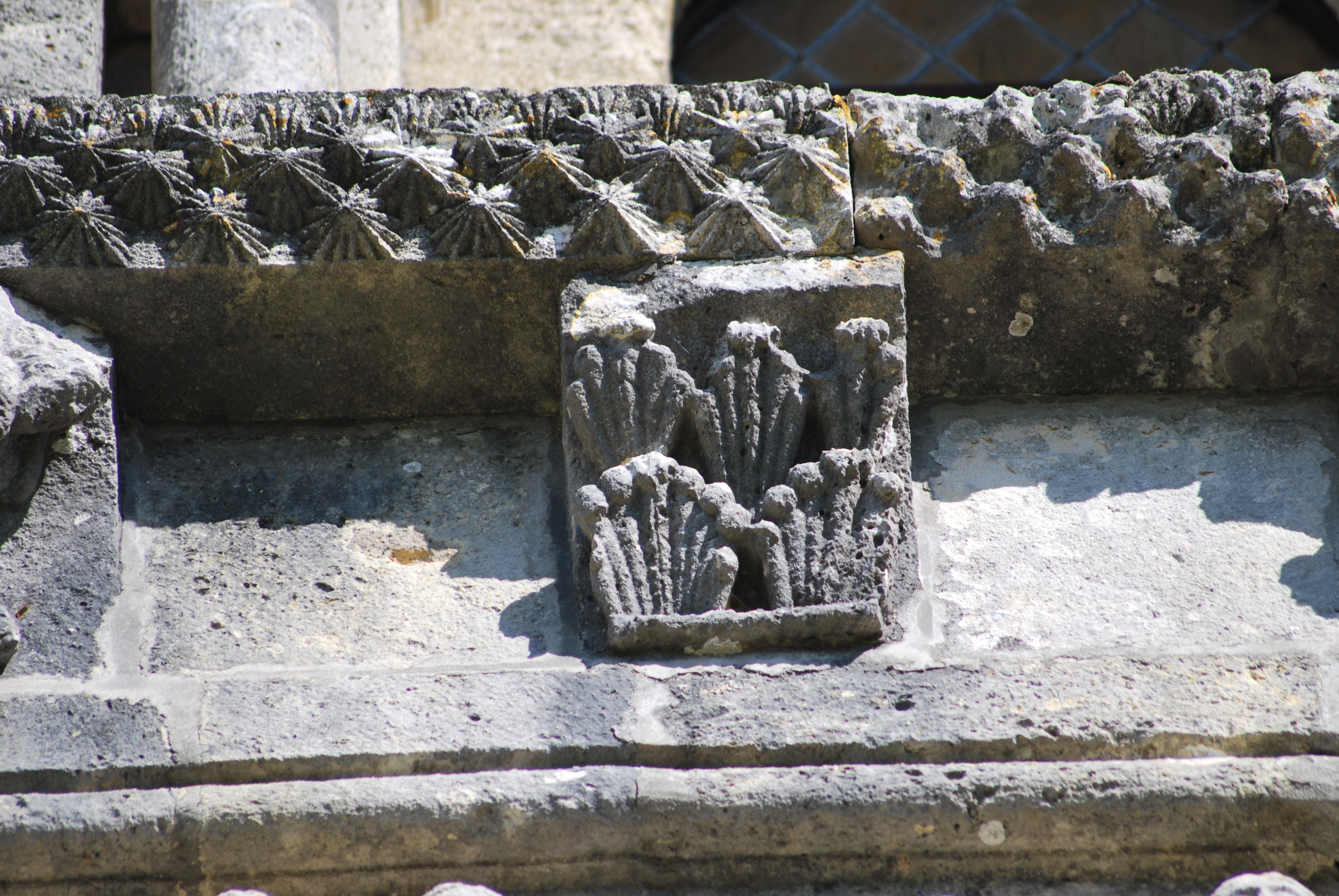
Feuille d'acanthe
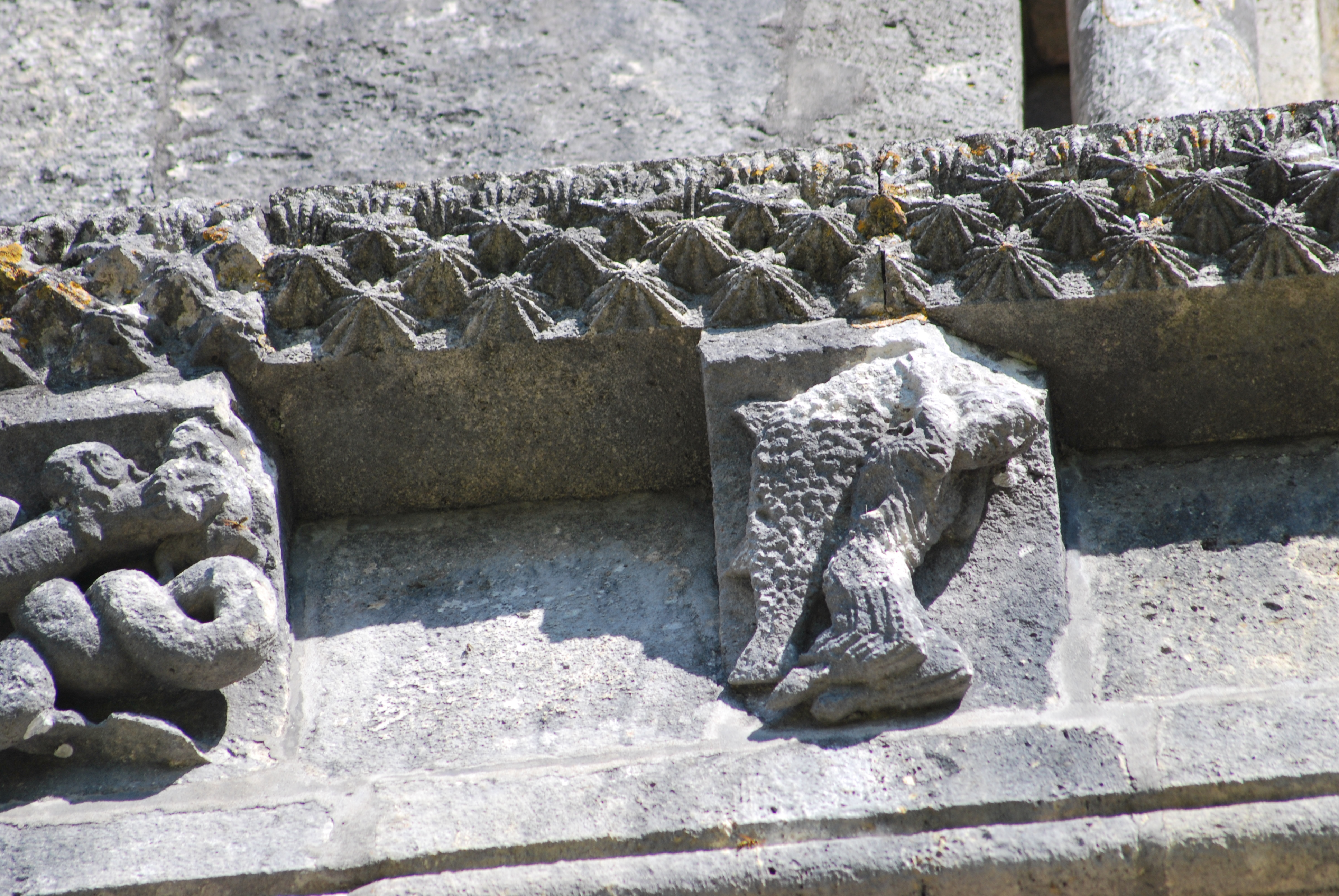
Porteur de poisson
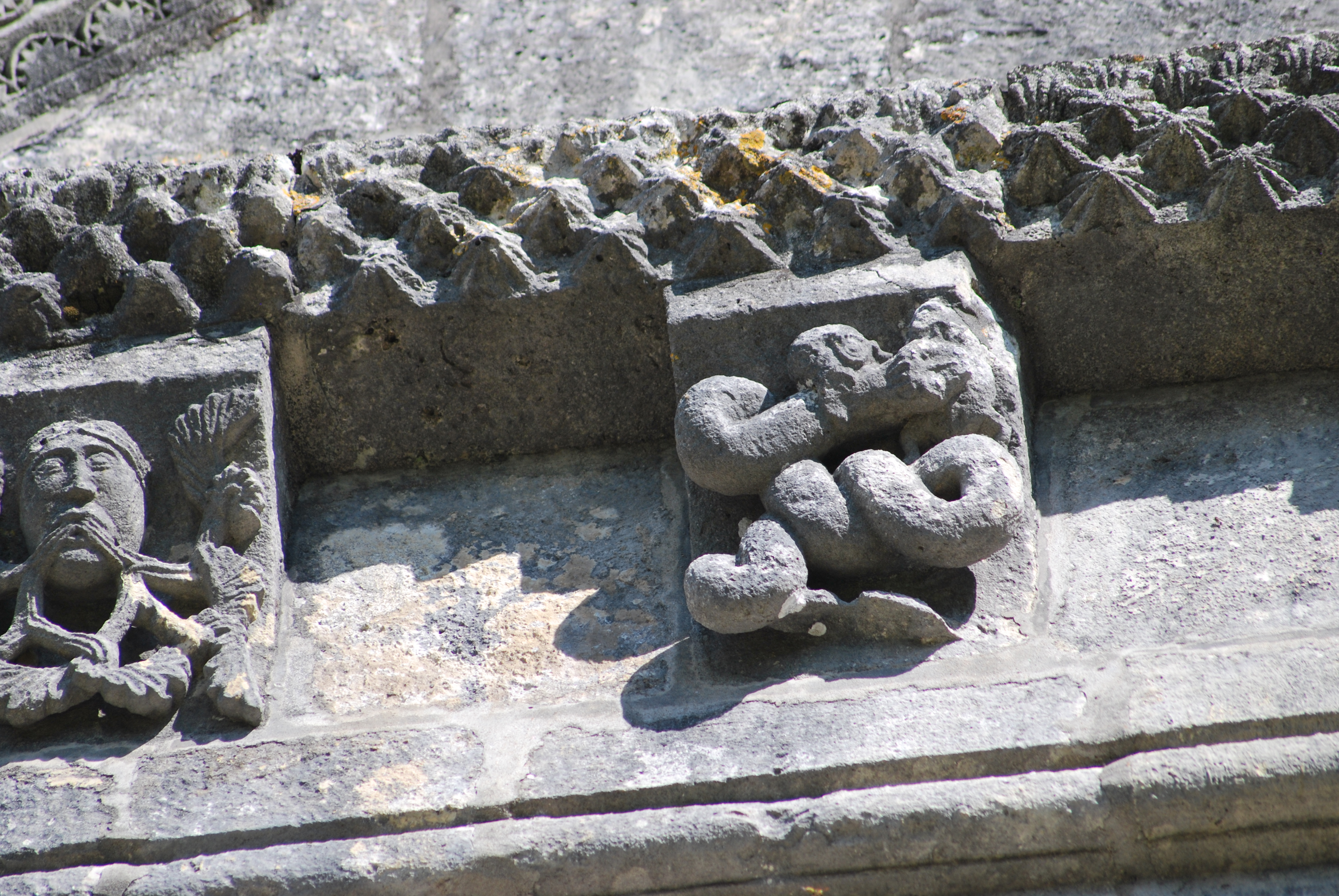
Serpent enroulé
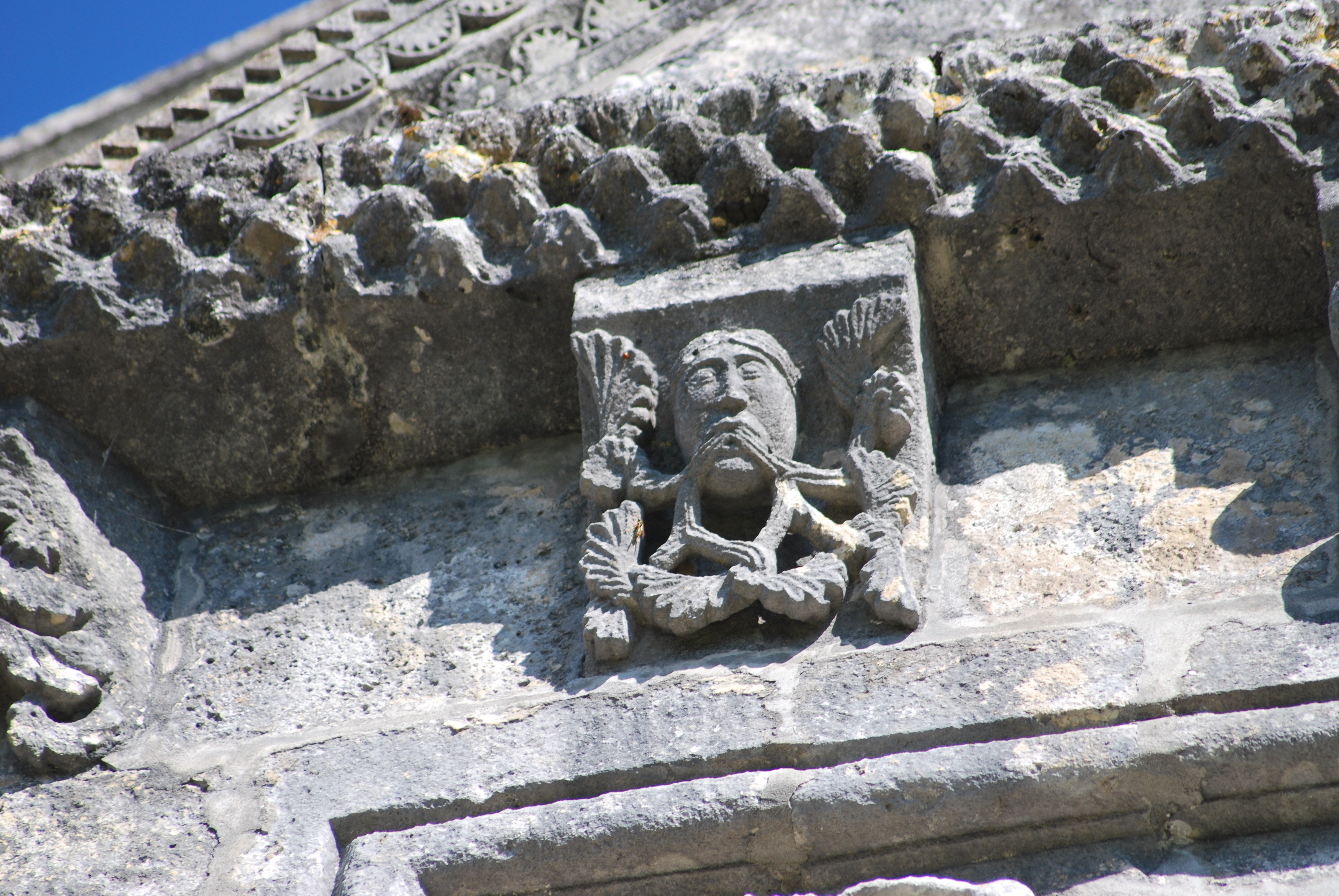
Homme cracheur de rinceaux
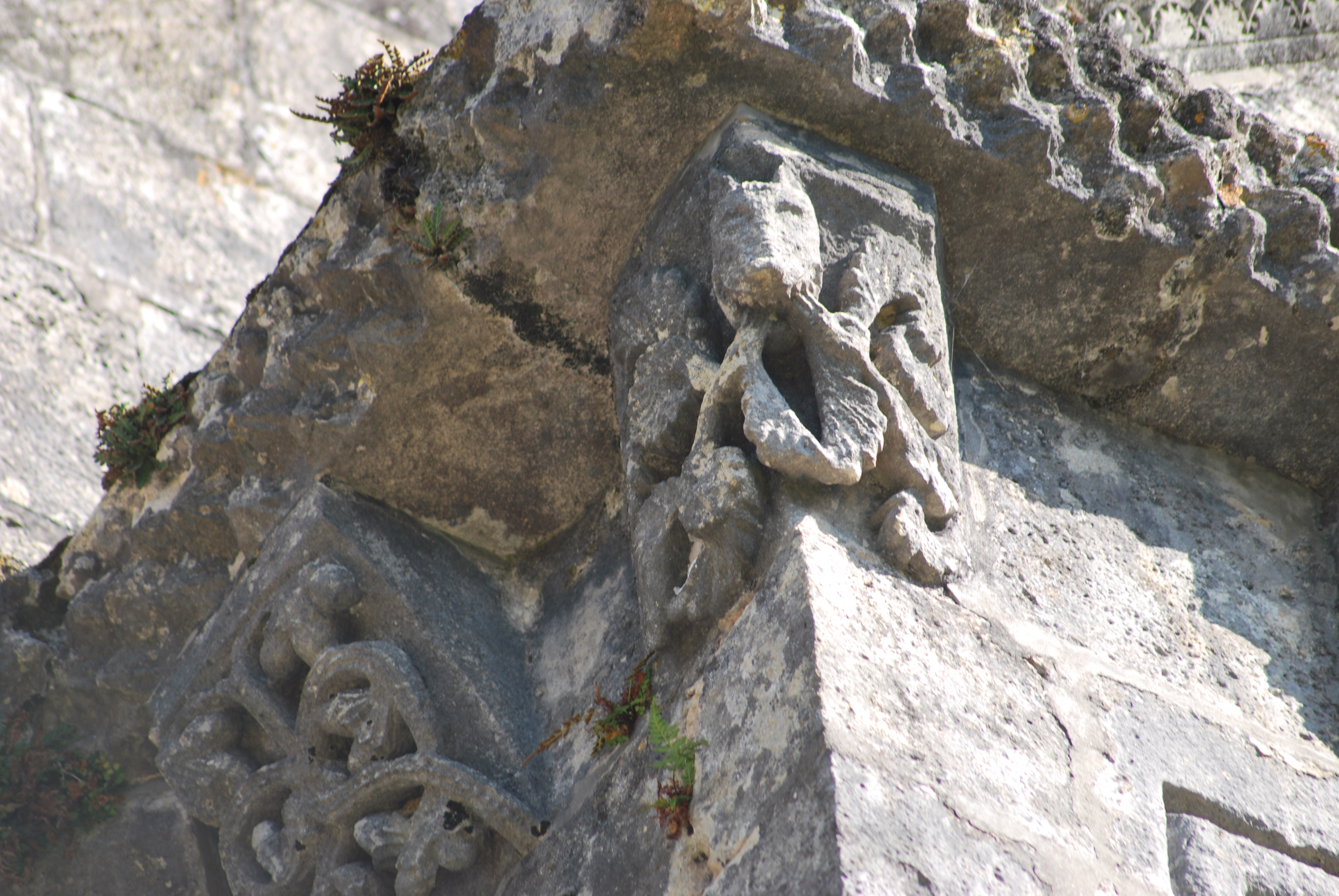
Loup cracheur de rinceaux
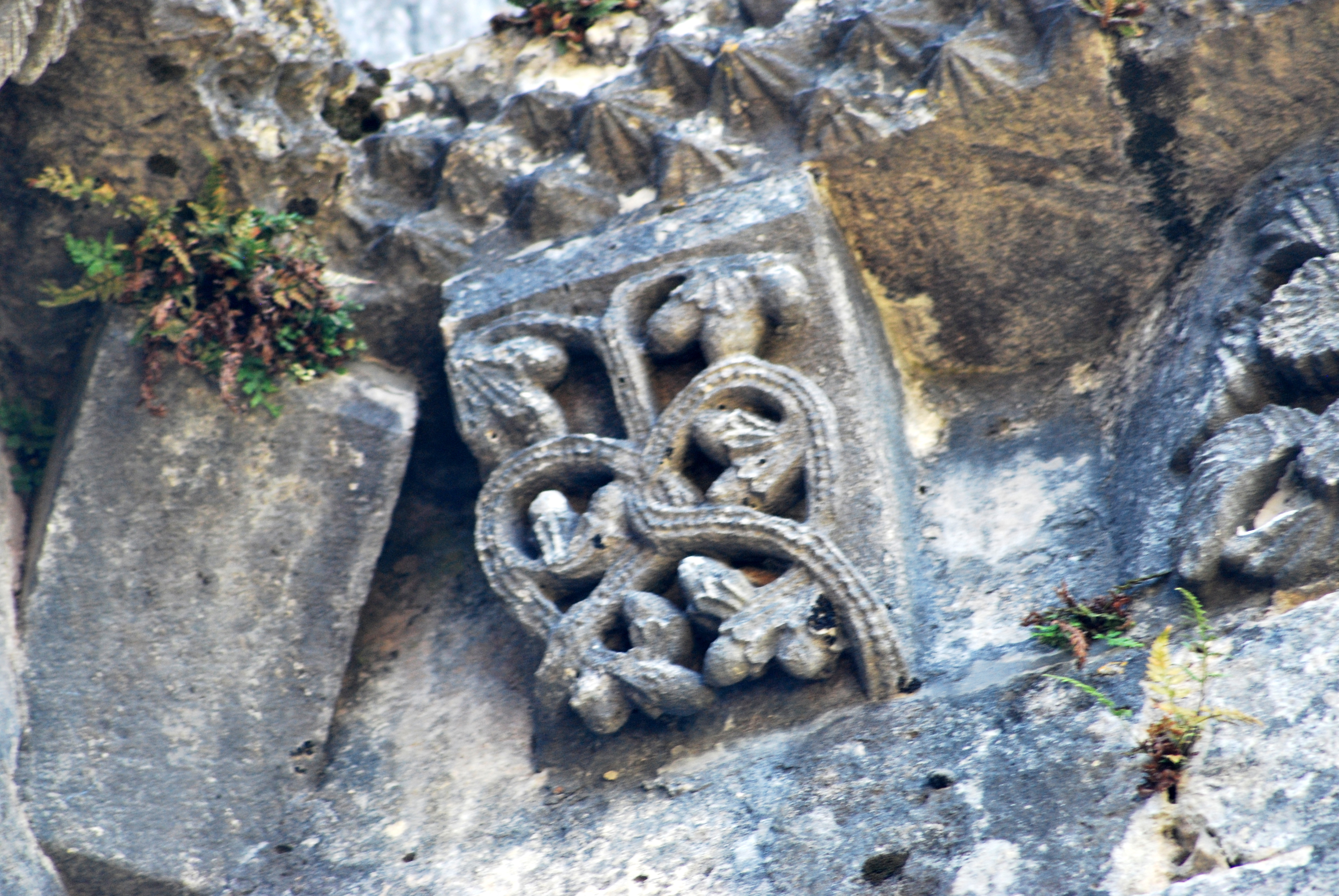
Lianes et fruits
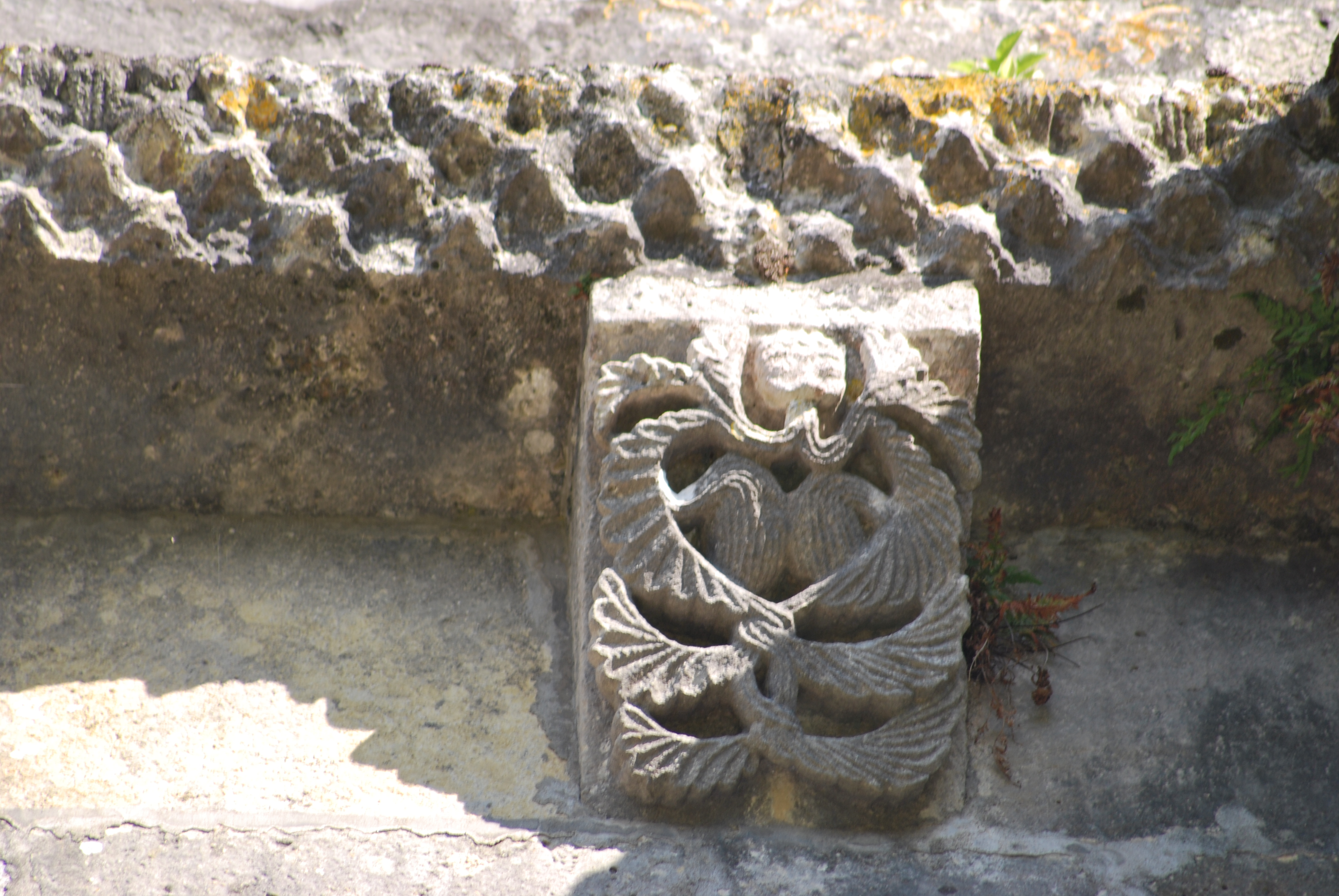
Démon cracheur de rinceaux
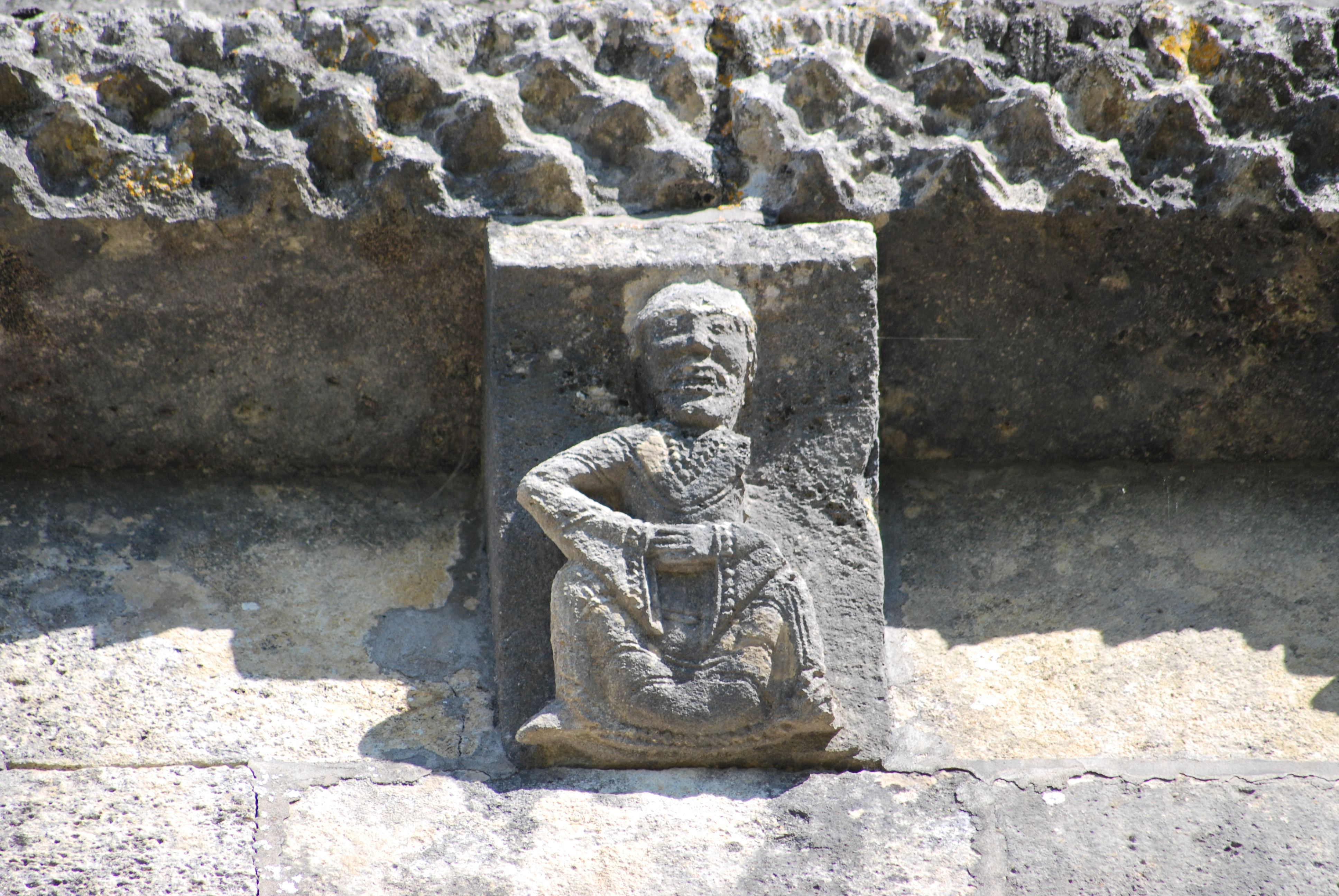
Homme assis
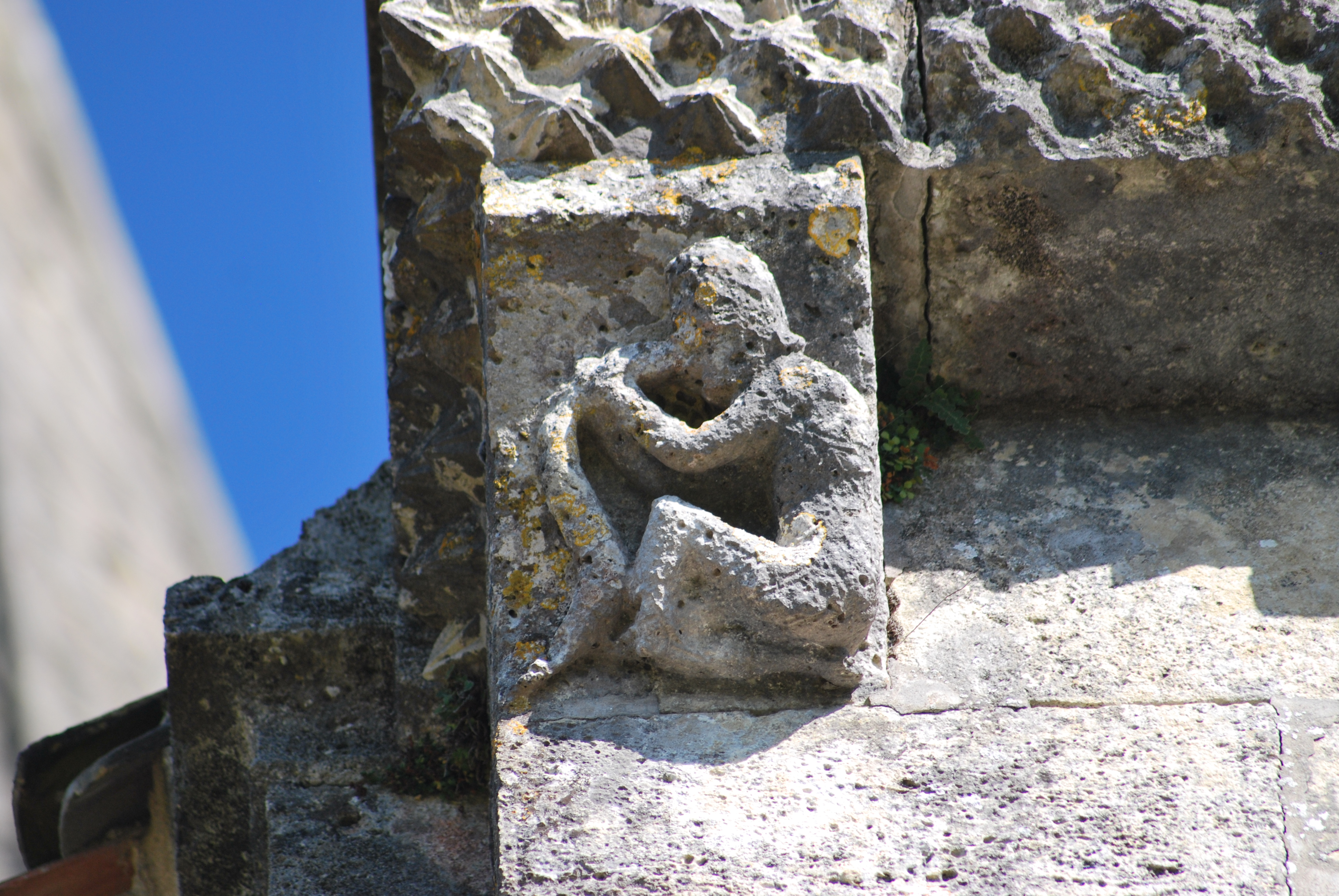
Homme écoutant le serpent

#### La baie supérieure et les arcades latérales

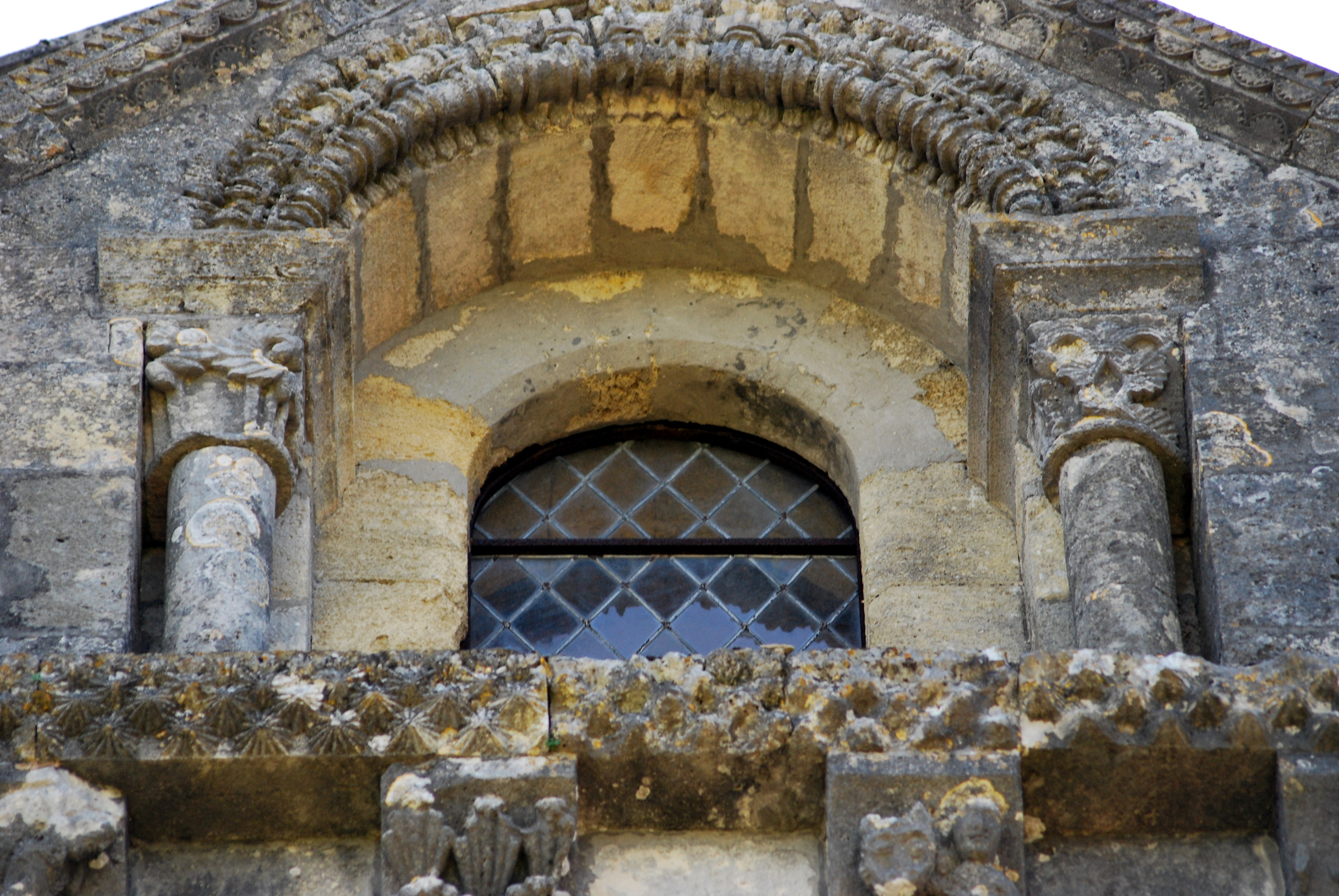
Baie supérieure

Les chapiteaux de la baie supérieure, de l'arcade latérale occidentale et le chapiteau oriental de l'arcade latérale orientale ont un décor végétal simple.
Par contre, la corbeille occidentale de l'arcade latérale sud est figurée, avec une sculpture très achevée.
Le chapiteau de la danse
La composition est centrée sur la culbute acrobatique qu'un danseur y exécute. Il fait un renversé en arc, qui permet à la pointe de ses pieds d'effleurer le sommet de son crâne. Cette figure de danse était souvent utilisée avec une danseuse (par exemple Salomé dansant pour Hérode, aux églises de Doulézon, Cessac, etc.
L'homme est en représentation devant sept spectateurs en tunique talaire, qui sont debout. Les vêtements somptueux sont étonnants : des tissus galonnés, gaufrés, brodés et capitonnés, avec grandes manches à orfrois, très évasées, caractéristiques de l’oisiveté des classes aisées. Pris par le rythme de la musique, certains se tiennent mutuellement par les bras.
Un problème demeure : celui de la musique. La présence de musiciens lors des représentations de danse était systématique. La corbeille semble être sculptée sur trois faces. La troisième face contient peut-être un musicien ? Il y a le joueur de vièle, dont la position sur la colonne centrale de la triple arcade est incongrue, qui aurait pu être associé avec cette corbeille dans une autre localisation.

### Le chevet
Le chevet à cinq pans se trouve pratiquement dans son état d'origine. Le décor monumental se trouve au niveau de la corniche : un cavet bouleté, rehaussé de dents de scie, des chapiteaux et modillons sculptés et des métopes à rais cerclés, typiques de la région. Le niveau de la sculpture est parfois primitif par rapport à la qualité des sculptures de la façade, ce qui suggère qu'au moins deux ateliers ont travaillé sur les sculptures romanes.
En partant du mur nord de la nef et en allant vers le mur sud, on trouve :
1. un double chapiteau végétal,
2. un triple chapiteau à composition « symbolique »,
3. un triple chapiteau à feuillage,
4. un triple chapiteau avec sept têtes,
5. un triple chapiteau avec une évocation d’Éden,
6. un double chapiteau végétal.

Les chapiteaux nos 1 et 6 ne sont pas romans.

#### Les chapiteaux historiés
L'interprétation des trois chapiteaux historiés pose problème : les sculptures sont rudimentaires et érodées et les thèmes ne sont pas évidents à comprendre et toute interprétation serait sujette à caution.
Une composition symbolique
La corniche commune aux trois chapiteaux et le tailloir torsadé du chapiteau central ne sont pas d'origine, ils ont été refaits au XIXe siècle.
La grande corbeille au centre représente une arcature feint, en bas-relief, typiquement du XIe siècle. À gauche, le buste d'un atlante soulevant la moulure du tailloir. À droite, deux volatiles picorant une pigne. L'un des oiseaux est pourvu d'un long bec et l'autre a un profil de gallinacé. Toute allusion positive au sacrement de l'Eucharistie est à exclure.
Les sept têtes
La corbeille est assez sommaire. On trouve sept têtes masculines, emmanchées sur des cous cylindriques. Au-dessus de chaque tête, se trouve un fruit sphérique, qui est traditionnellement la représentation du fruit défendu, donc associé aux péchés.
Sur des modillons adjacents, à gauche, se trouve un homme portant une bourse et qui représente le vice de l'Avarice et à droite, un phallus qui représente la Libido. On peut supposer que les sept têtes représentent les sept péchés capitaux.
Allusion au jardin d'Éden
La face principale de la corbeille est compartimentée par un khi majuscule X que surmonte une masque de diable. Sur la gauche, un gros fruit sphérique et un petit homme nu ; sur la droite, un personnage nu (une femme ?) qui ramène les deux mains sur son bas-ventre. Des torsades végétales se dressent dans les recoins de la corbeille et se poursuivent sur le chapiteau latéral droit. Sur le chapiteau latéral gauche, se trouvent deux personnages à tête humaine dont les corps sont enveloppés dans des linges.
Le Khi renvoie au Chrisme. La scène suggère une allusion au Paradis perdu par la présence du Malin, celle du fruit défendu et celle du couple nu errant entre les arbres. Les deux personnages prisonniers des linges sont peut-être Caïn et Abel, des enfants issus de la fornication et du péché originel.

#### Les modillons
Sous la corniche du chevet on trouve dix-huit modillons sculptés, dont six sont figurés, un métope figuré et 12 métopes à rais cerclés identiques.

Les sculptures de la corniche
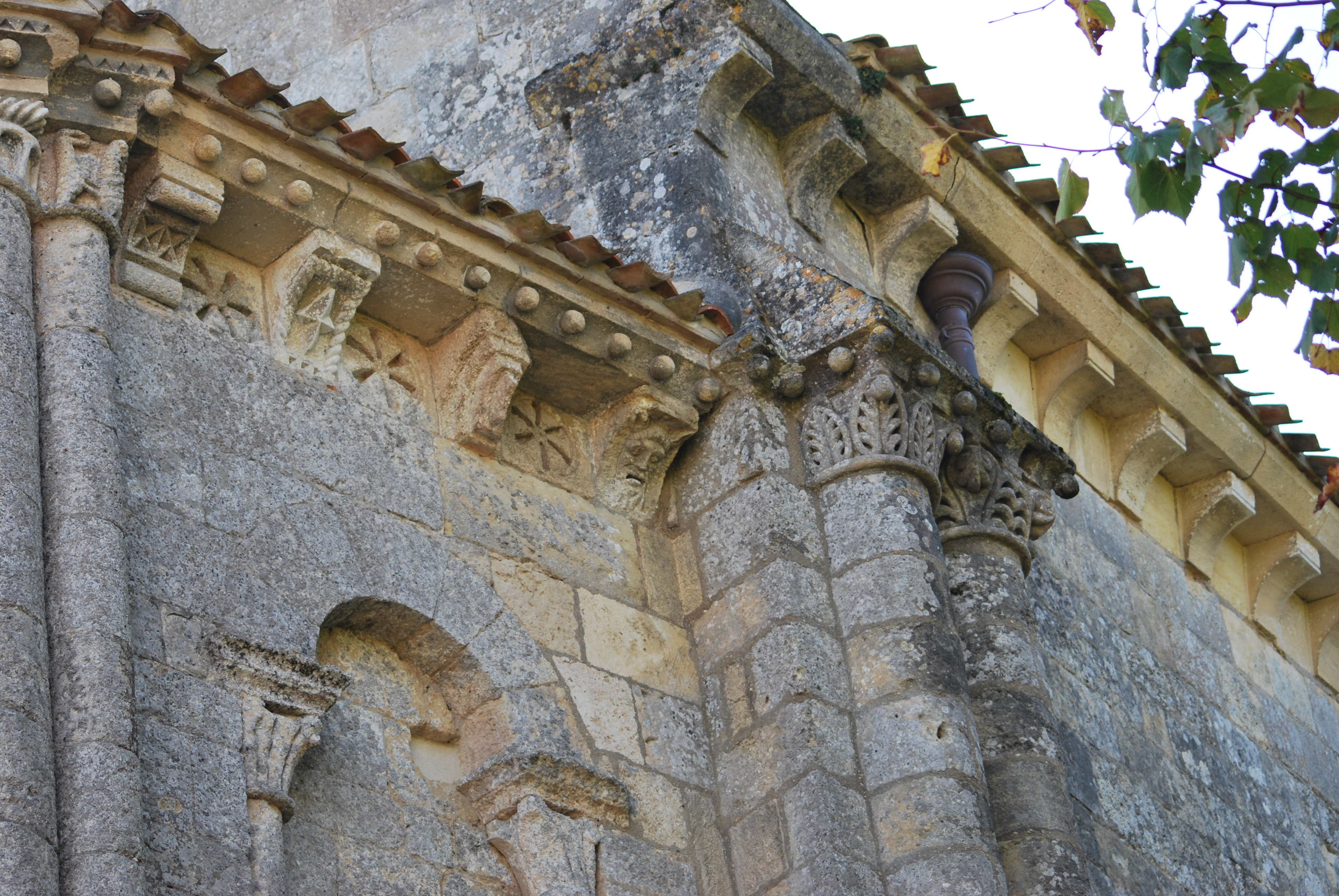
Pan nord
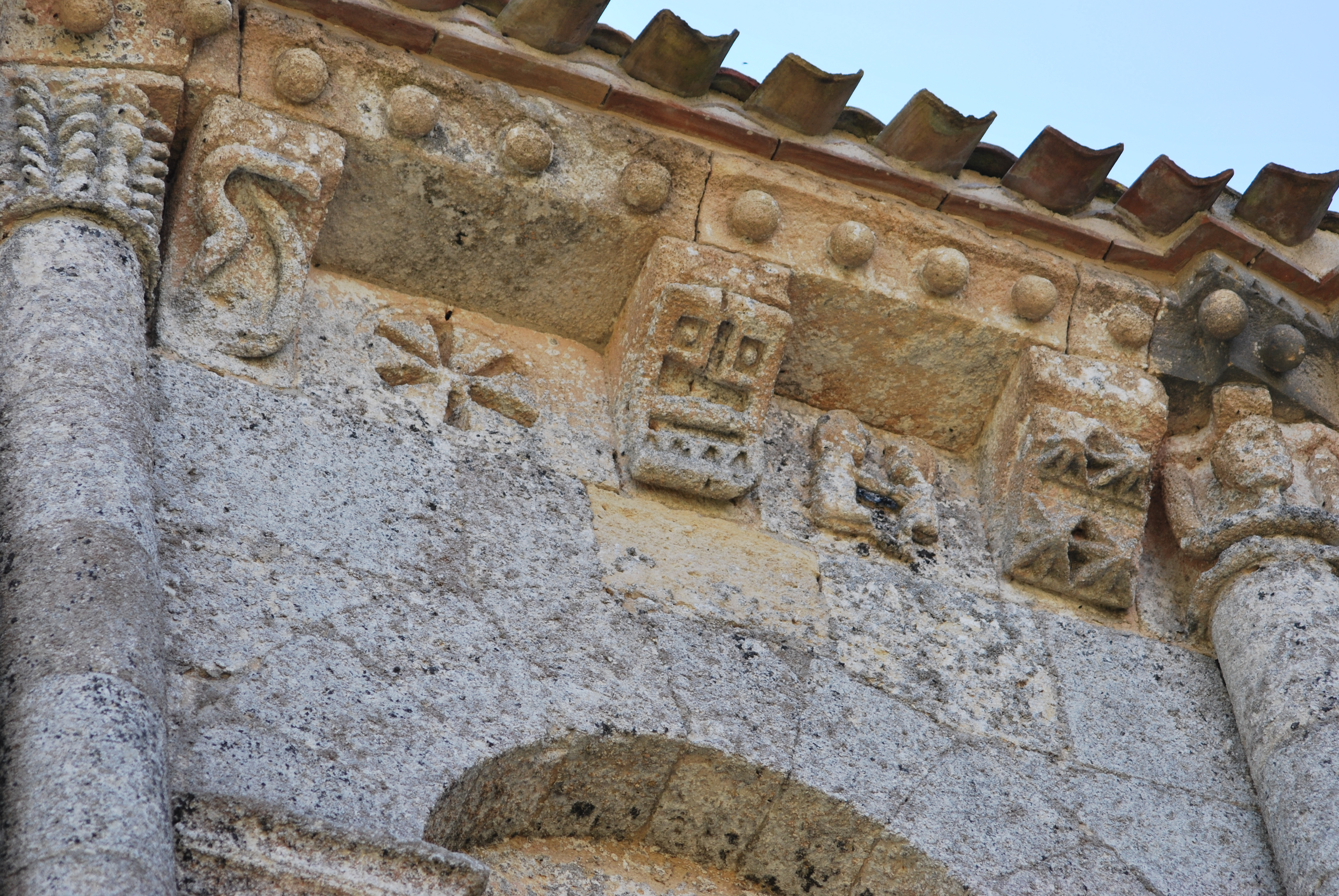
Pan nord-est
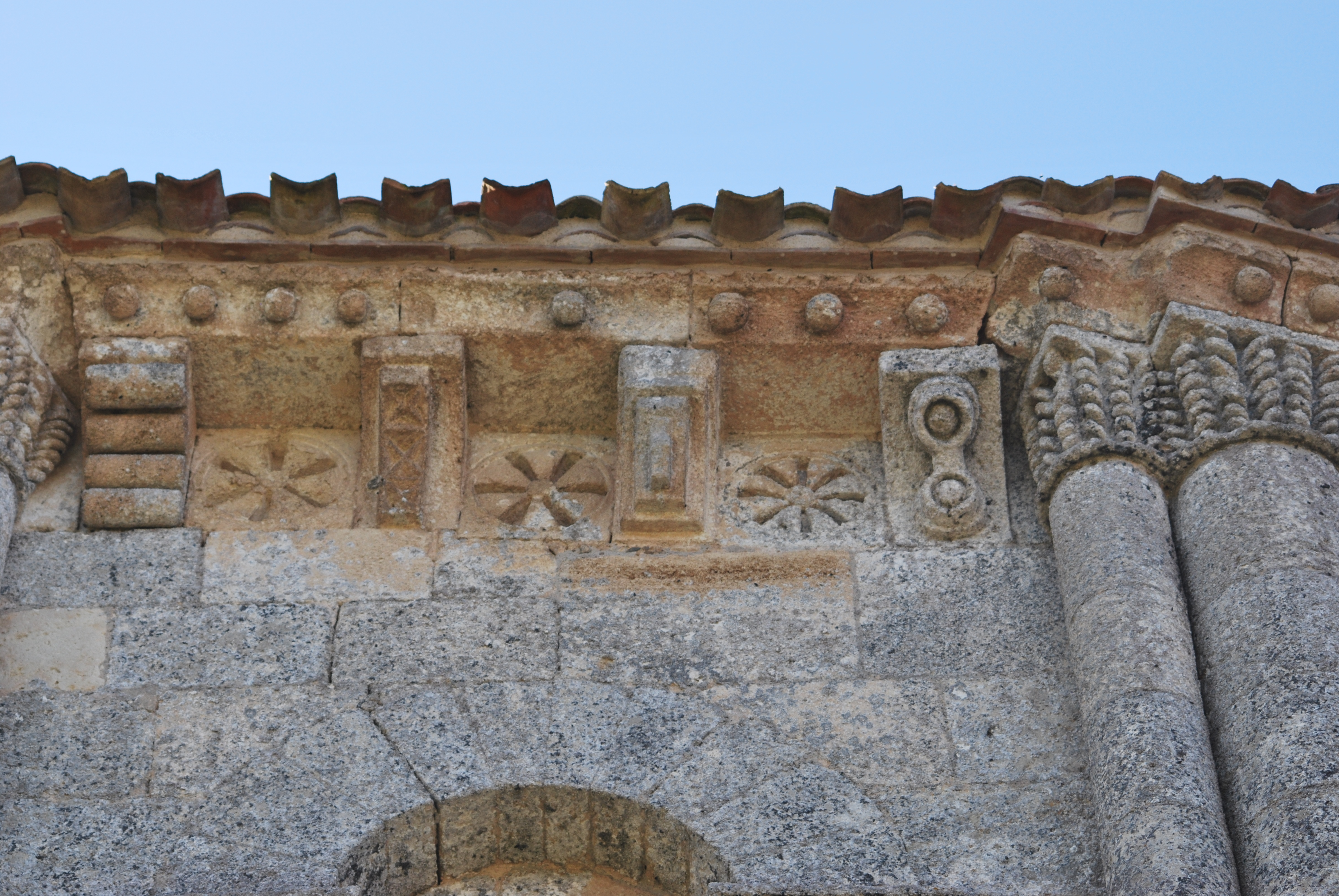
Pan est
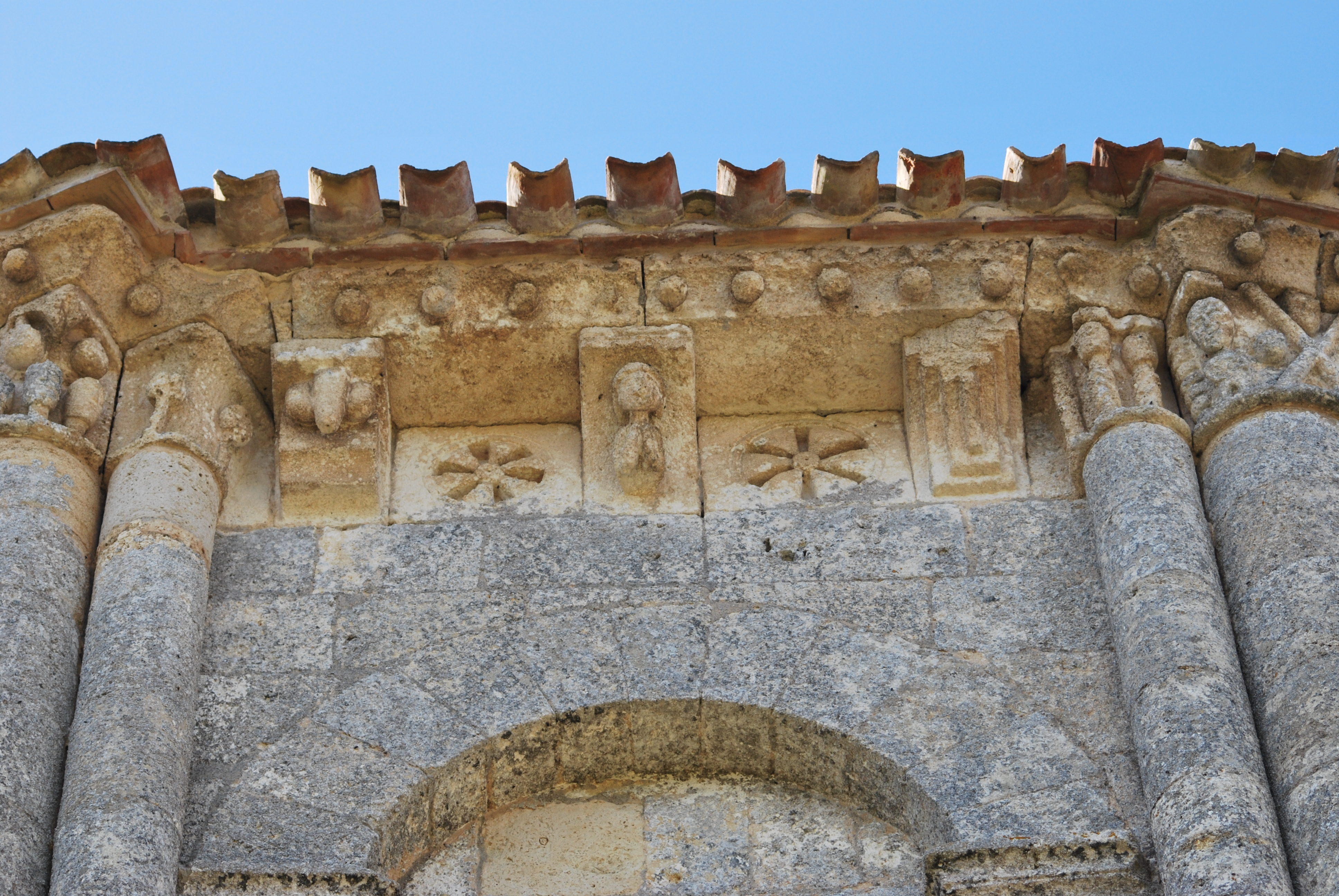
Pan sud-est
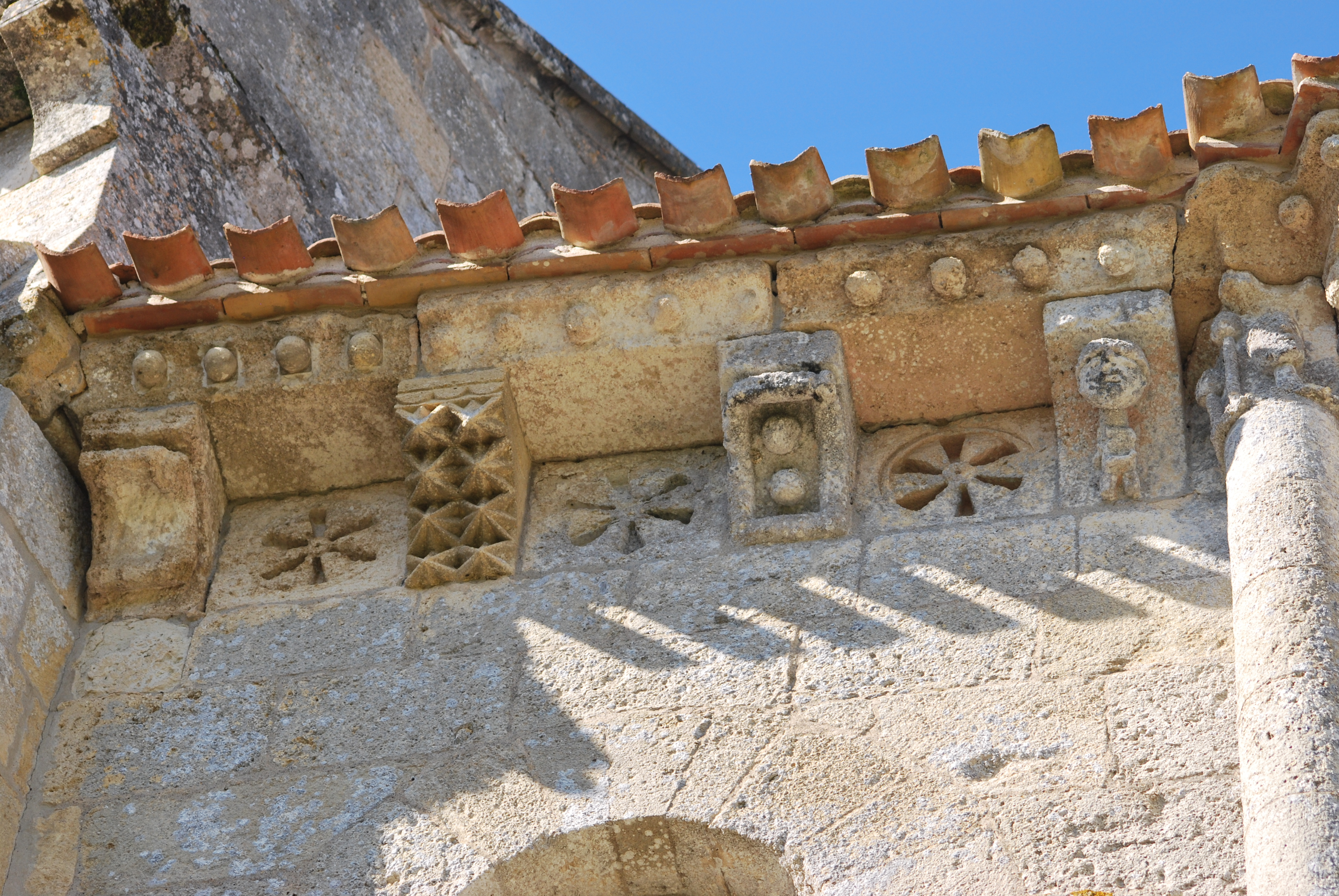
Pan sud

Les thèmes évoqués par les sculptures figurées sont, comme d'habitude, les vices de la Luxure et l'Avarice. On trouve successivement : un démon suivi d'un couple nu et un serpent qui rappelle le péché originel. Puis, l'exemple à suivre : un homme qui prie. Les deux modillons suivant représentent l'Avarice : un phallus avec testicules — un jeu de mots avec le mot « bourse » — et un homme qui a une bourse suspendue à son cou.

Les sculptures figurées de la corniche
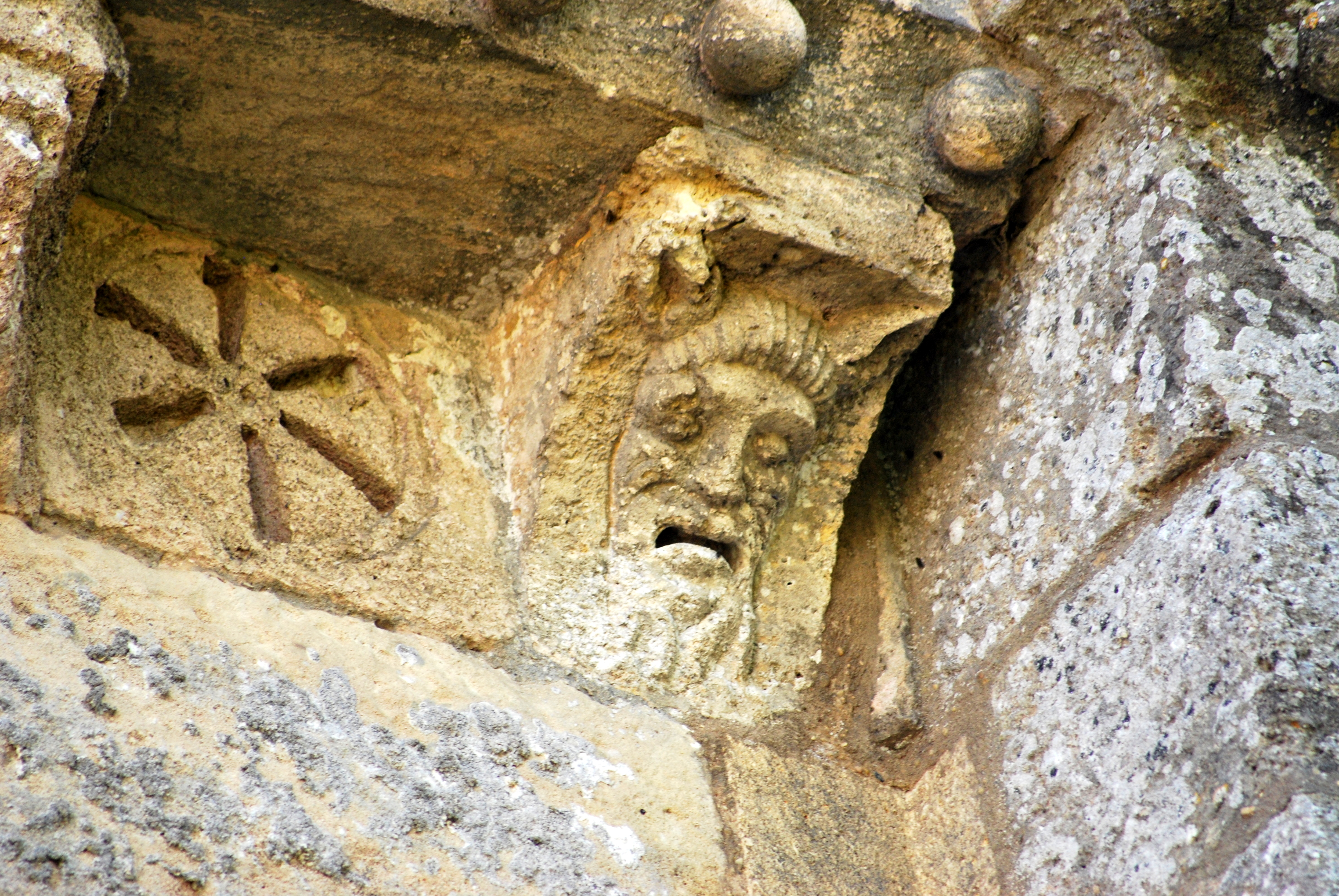
Masque de démon
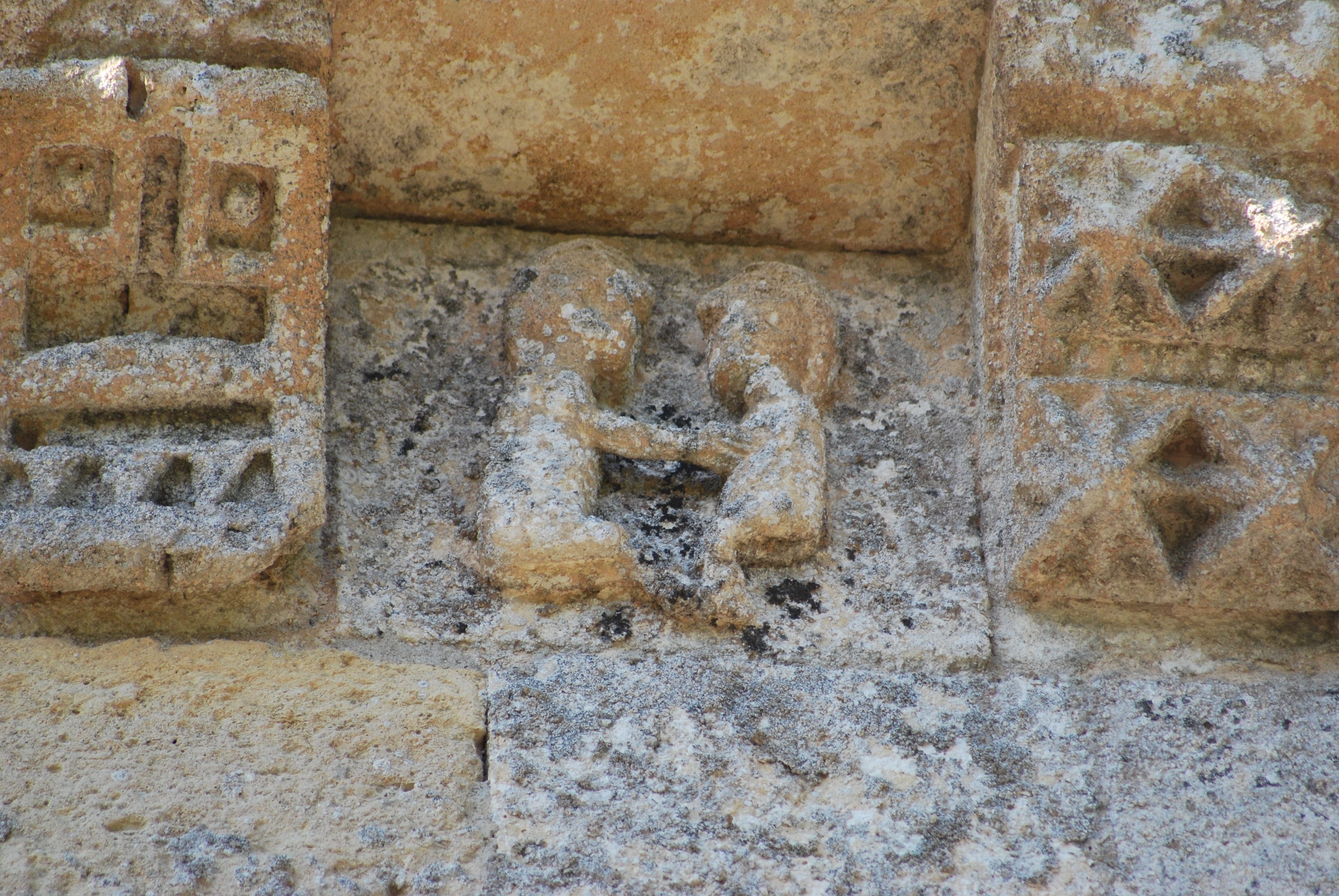
Couple nu
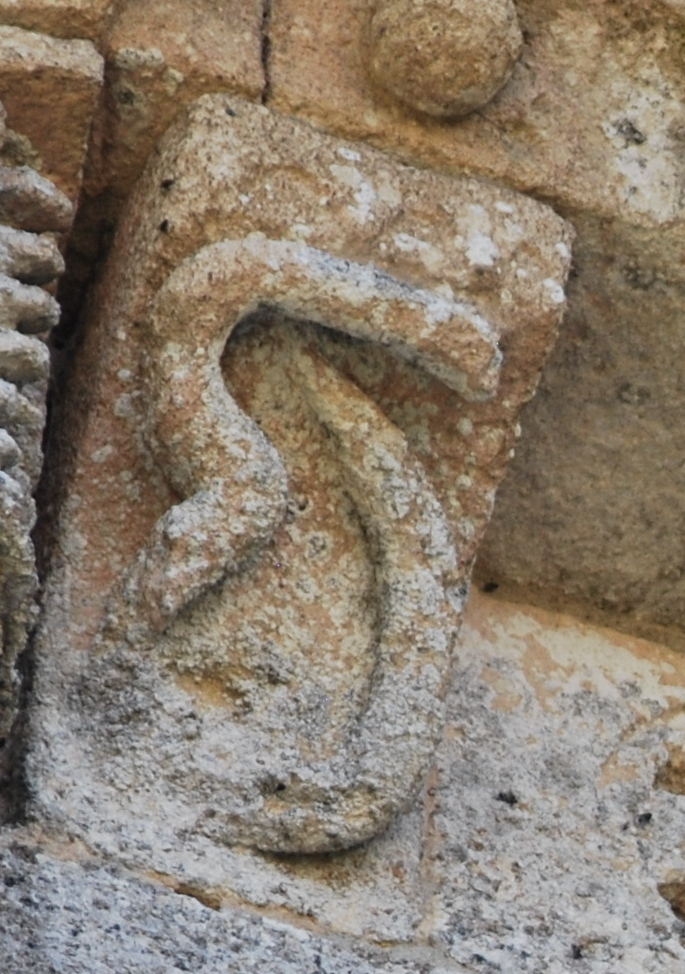
Serpent
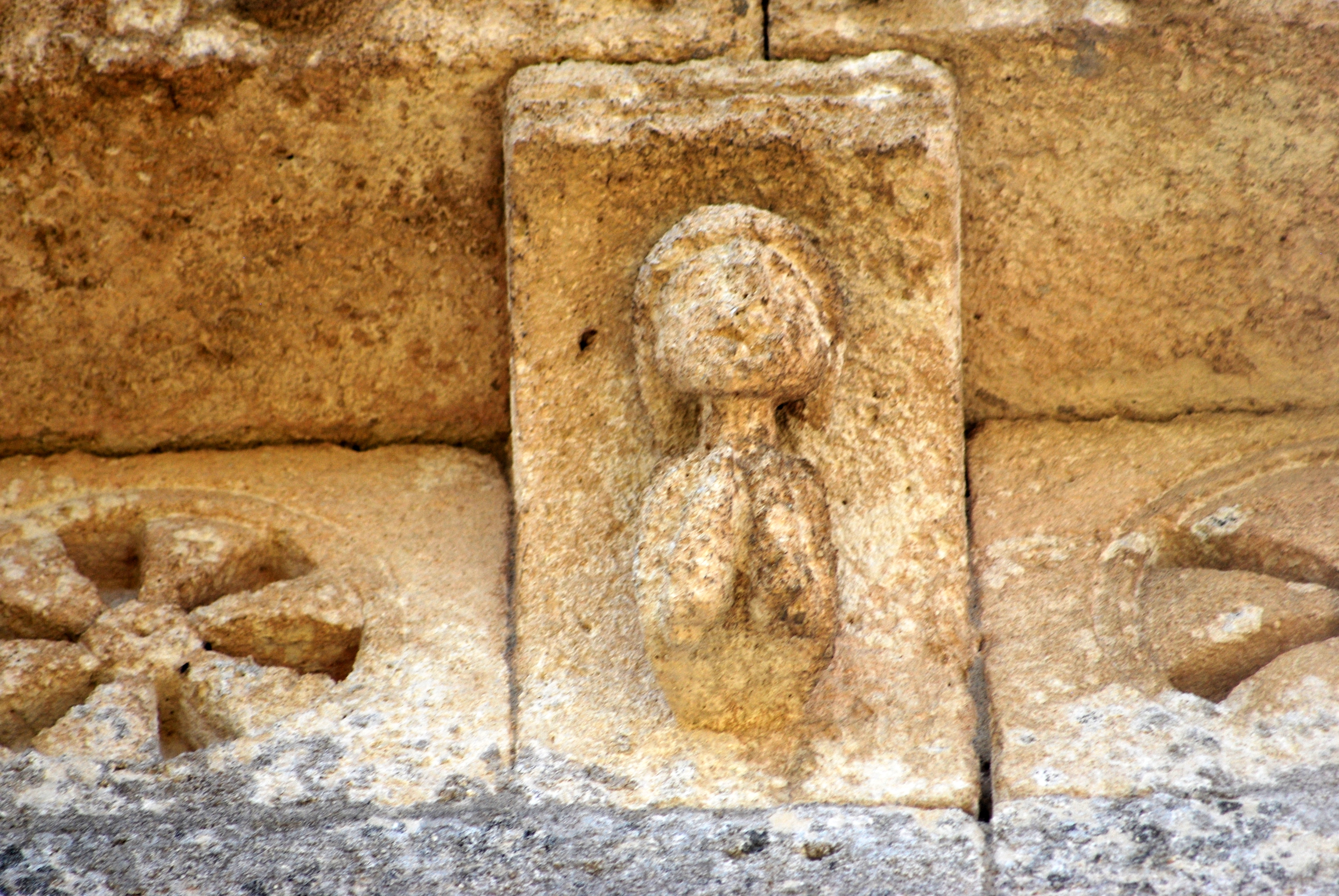
Homme priant
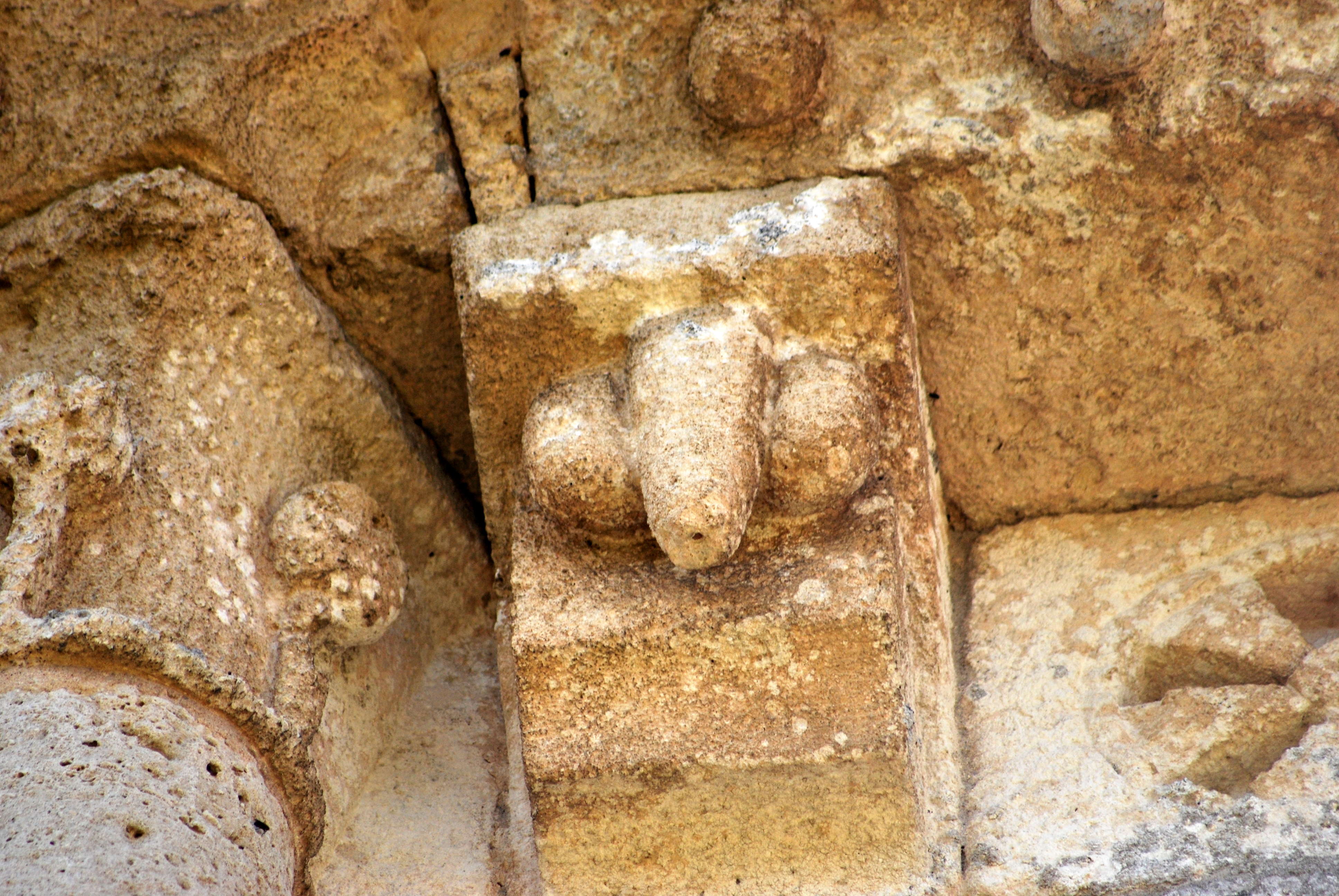
Phallus et testicules
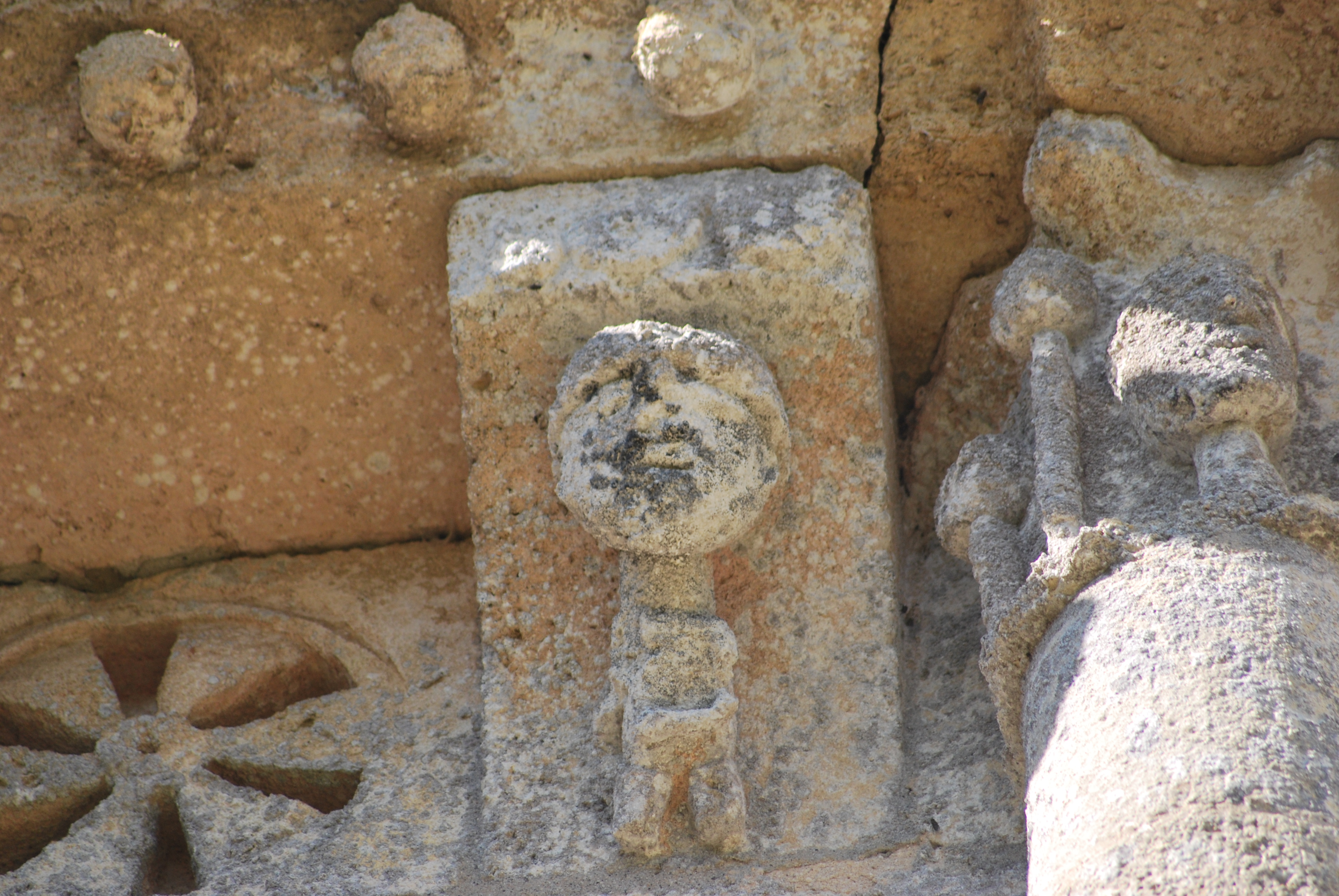
Homme avec bourse

#### Les baies du chevet
La décoration des chapiteaux des trois baies du chevet est minimaliste. Seul, le chapiteau oriental de la baie sud est figuré.
Une silhouette féminine est déployée en diagonale sur la corbeille. La jambe droite lui manque ; son pied gauche est sur l'astragale. La femme tourne ses regards vers les passants tout en étendant le bras droit pour saisir un rinceau gras. Les méfaits de l'érosion interdisent d'en savoir plus. Le style rappelle les sculptures analogues des églises voisines de Lestiac et de Langoiran.

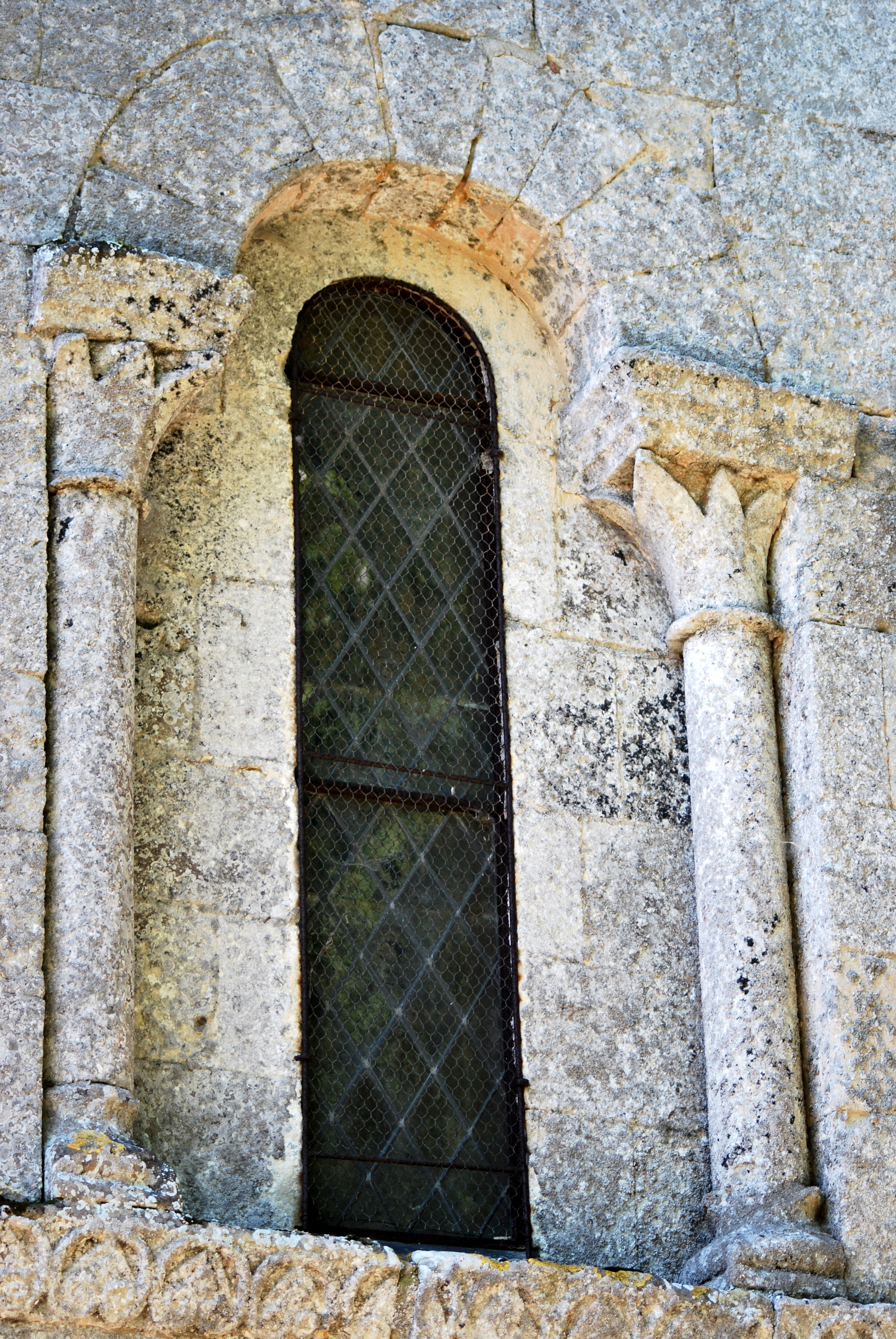
Baie nord
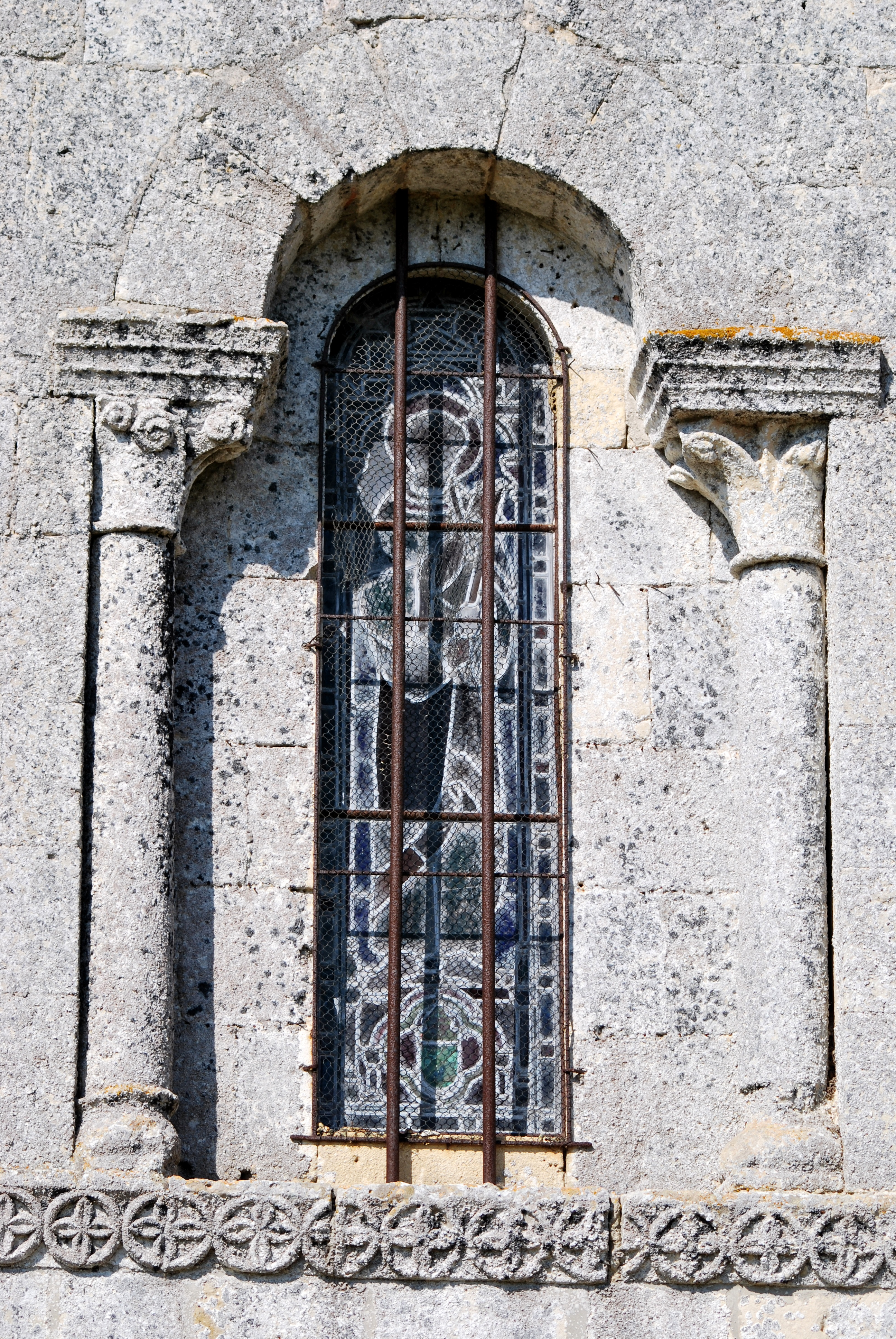
Baie est
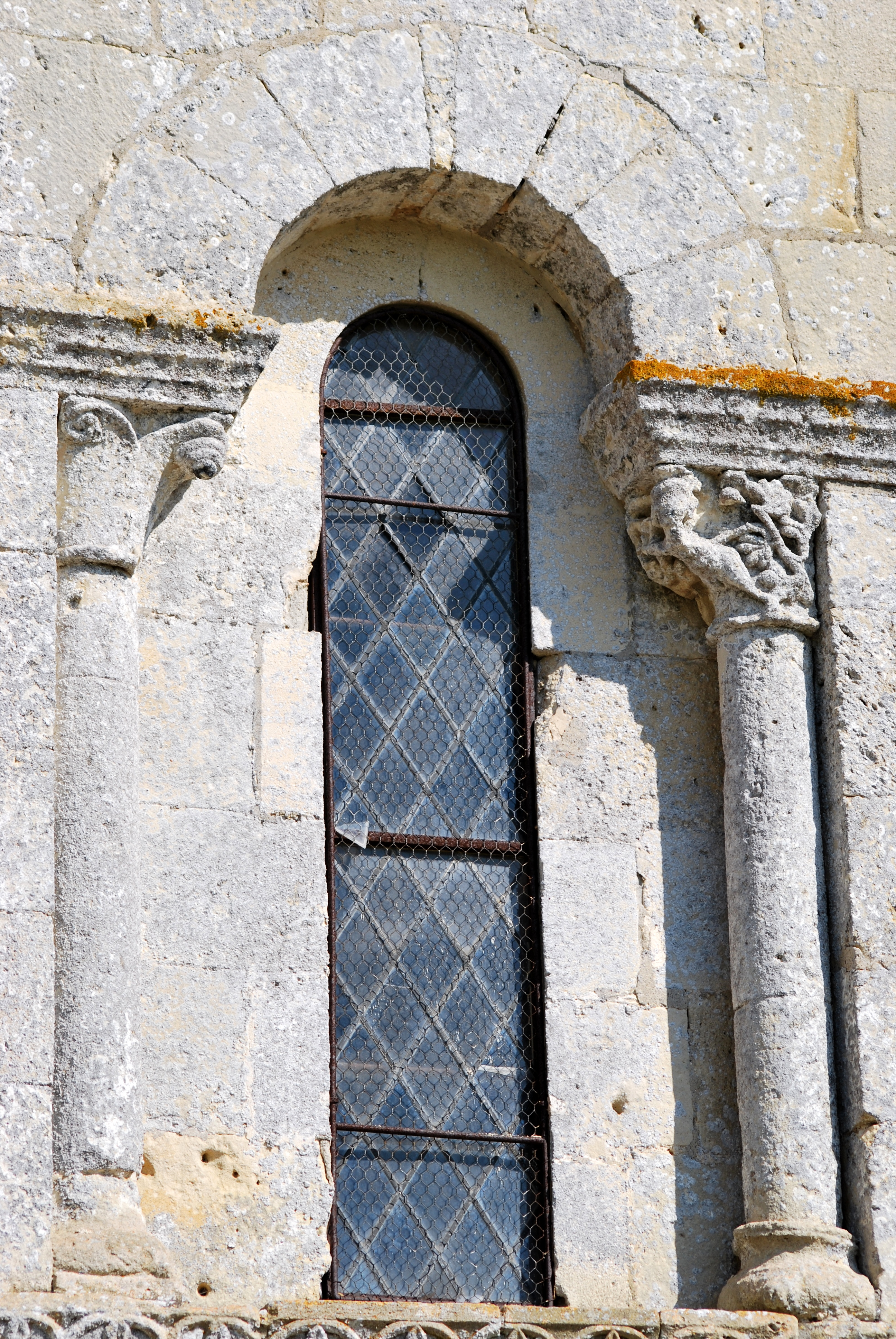
Baie sud
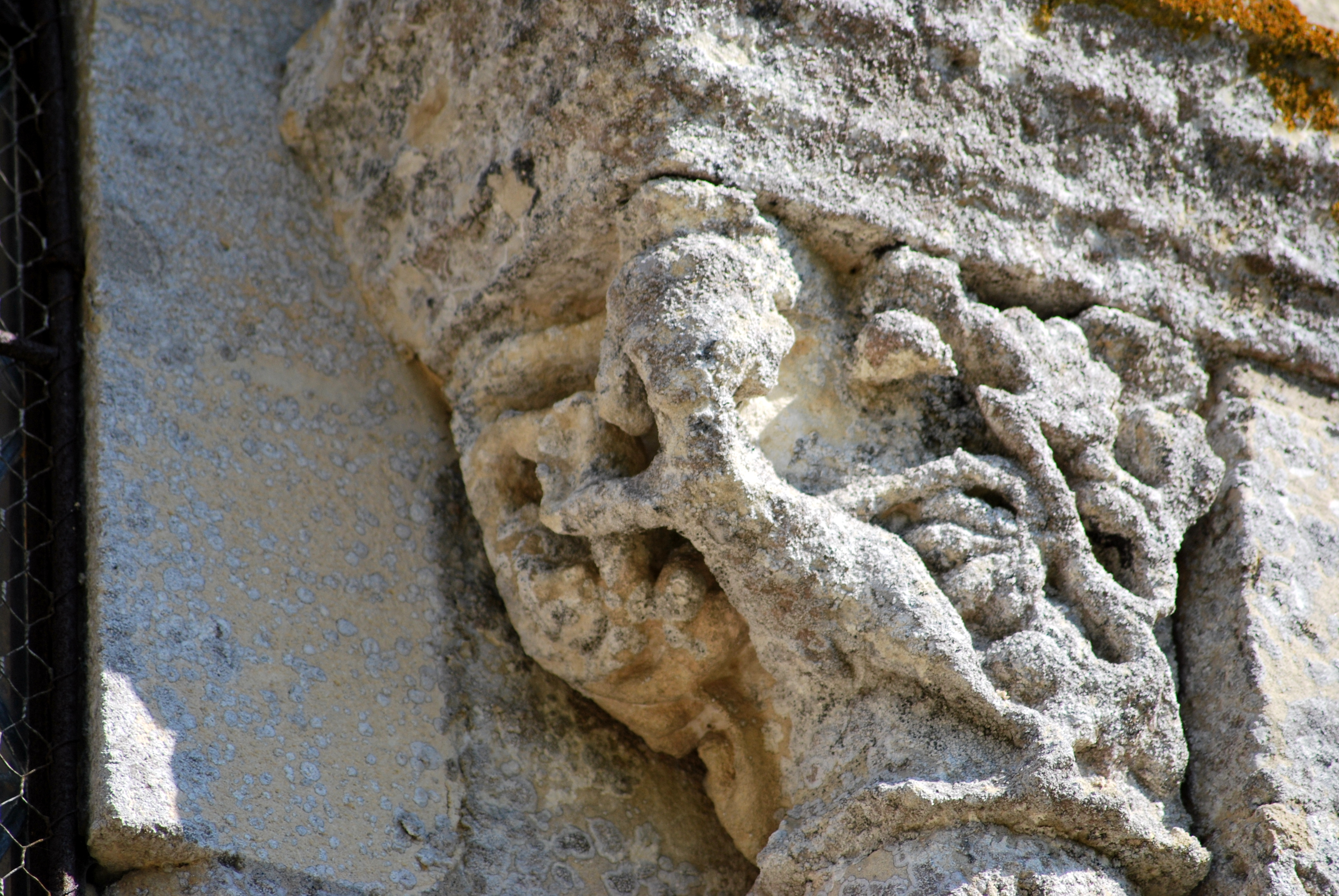
Chapiteau, baie sud